# Kanarische Inseln
Die Kanarischen Inseln (spanisch Islas Canariasⓘ) oder Kanaren sind eine geologisch zu Afrika, politisch zu Spanien (und damit zur EU) und biogeografisch zu Makaronesien gehörende, aus acht bewohnten und einer Reihe unbewohnter Inseln bestehende Inselgruppe im östlichen Zentralatlantik, etwa 100 bis 500 Kilometer westlich der Küste von Marokko.
Die Autonome Gemeinschaft der Kanaren (spanisch Comunidad Autónoma de Canarias) ist eine der 17 Autonomen Gemeinschaften Spaniens. Diese wiederum besteht aus zwei Provinzen: der Provinz Santa Cruz de Tenerife (La Palma, Teneriffa, La Gomera und El Hierro) und der Provinz Las Palmas (Gran Canaria, Fuerteventura und Lanzarote), deren Verwaltungssitz in Las Palmas auf Gran Canaria ist.
Die Kanarischen Inseln gehören zum Schengen-Raum und zum Zollgebiet der Europäischen Union, nicht aber zum Steuergebiet für Verbrauchsteuern und Mehrwertsteuern. Während Personengrenzkontrollen innerhalb des Schengen-Raums nicht mehr stattfinden, sind Zollkontrollen für Waren mit Ziel auf oder Herkunft von den Kanarischen Inseln weiterhin möglich.

## Geographie

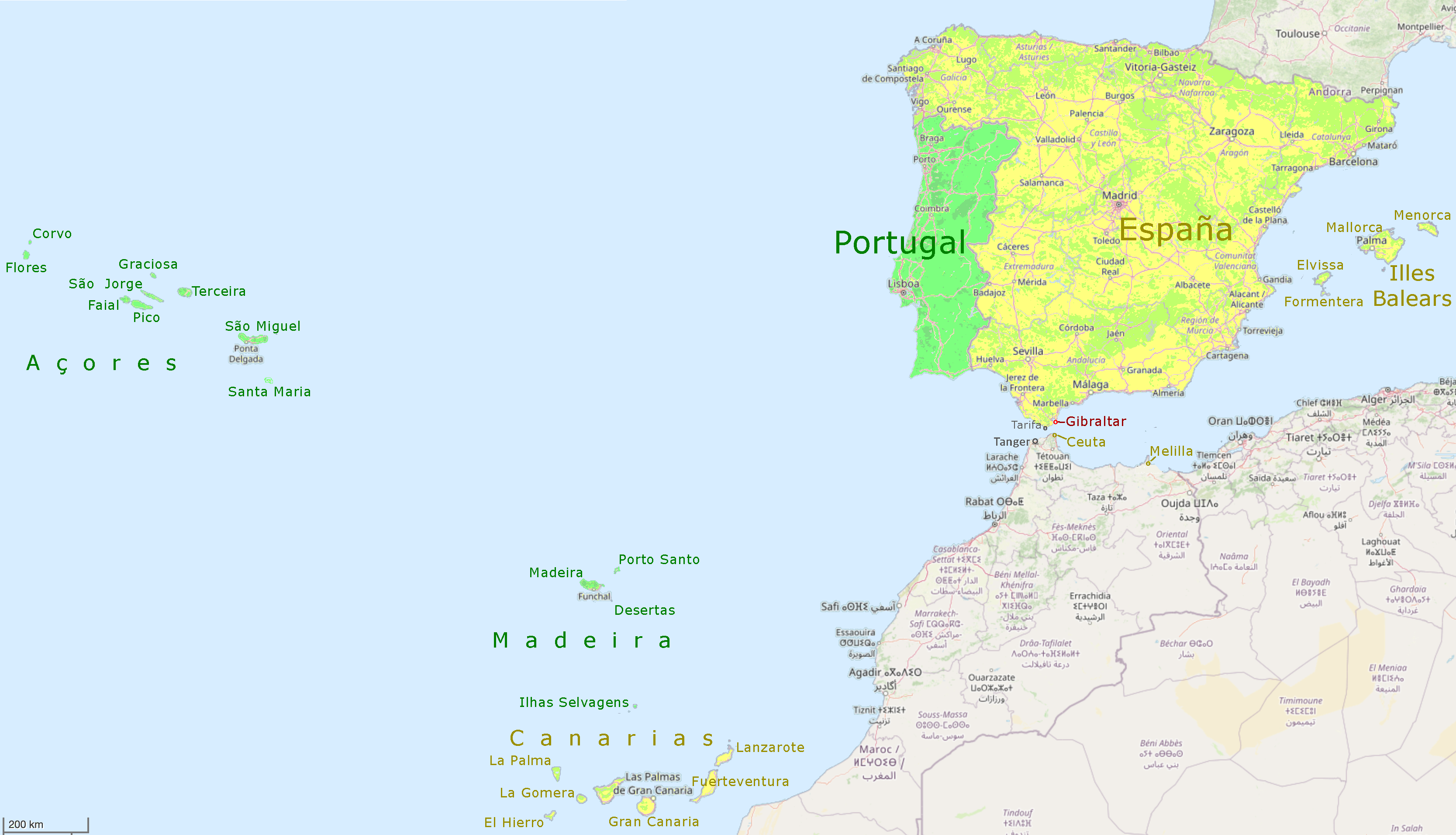
Spanische und portugiesische Inseln (Beschriftung von Teneriffa fehlt)

Die Kanarischen Inseln liegen im Atlantik in einer geographischen Region, die als Makaronesien bezeichnet wird. Dazu zählen außerdem die Kapverden, die Azoren, der Madeira-Archipel und die unbewohnten Inseln von Selvagens. Zwischen rund 27° 38' und 29° 30' nördlicher Breite sowie 13° 22' und 18° 11' westlicher Länge befinden sich die Kanaren zwischen 1028 und 1483 Kilometer vom Mutterland Spanien (mit dem Kap Trafalgar als äußerstem Punkt) entfernt, auf gleicher Breite mit der Sahara, Kuwait und Florida. Es gilt, im Gegensatz zum spanischen Festland, die westeuropäische Zeit.
Die Kanaren bestehen aus sieben größeren Inseln mit eigener Inselverwaltung (Cabildo Insular), einer weiteren bewohnten Insel (La Graciosa) und fünf unbewohnten Inseln. Darüber hinaus gibt es direkt an der Küste viele kleine unbewohnte Felseninseln, wie zum Beispiel die Roques de Salmor (0,035 km²) vor El Hierro, die Roques de Anaga (0,01 km²) und den Roque de Garachico (0,05 km²) vor Teneriffa. Der höchste Berg der Kanarischen Inseln und zugleich auch Spaniens ist der 3715 Meter hohe Pico del Teide auf Teneriffa.
| eigene Verwaltung | eigene Verwaltung | mitverwaltete Inseln | mitverwaltete Inseln |
| ----------------- | ----------------- | -------------------- | -------------------- |
| Teneriffa         | 2034 km²          |                      |                      |
| Fuerteventura     | 1660 km²          | Lobos                | 04,58 km²            |
| Gran Canaria      | 1560 km²          |                      |                      |
| Lanzarote         | 0846 km²          | La Graciosa          | 029 km²              |
| Lanzarote         | 0846 km²          | Alegranza            | 10,30 km²            |
| Lanzarote         | 0846 km²          | Montaña Clara        | 01,48 km²            |
| Lanzarote         | 0846 km²          | Roque del Este       | 00,06 km²            |
| Lanzarote         | 0846 km²          | Roque del Oeste      | 00,015 km²           |
| La Palma          | 0708 km²          |                      |                      |
| La Gomera         | 0370 km²          |                      |                      |
| El Hierro         | 0269 km²          |                      |                      |

### Geologie

#### Die Kanarenschwelle
Die Inselgruppe der Kanaren gehört geologisch zu Afrika. Sie befindet sich auf der Afrikanischen Platte, am Ostrand des Kanarischen Beckens, das bis in 6501 Meter Tiefe abfällt. Dieses Seebecken im Atlantik besteht aus dem kleineren Nordbecken und dem größeren Südbecken, die durch die Kanarenschwelle getrennt sind, an deren östlichem Ende sich die Kanaren erheben. Die Grenzen des gesamten Beckens bilden im Norden die Azorenschwelle, im Süden die Kapverdenschwelle und im Westen der Nordatlantische Rücken.

#### Vulkanismus und Erosion

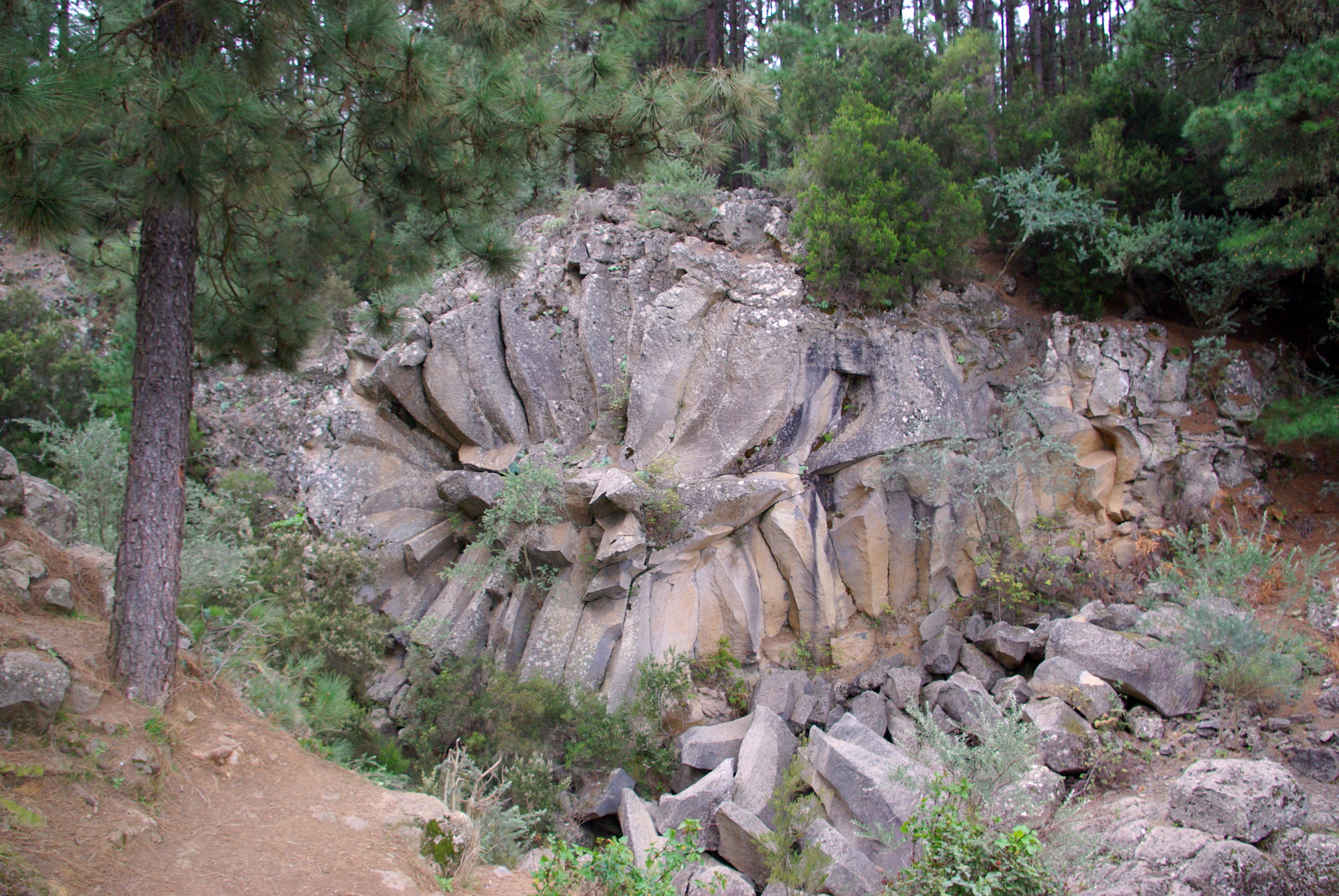
Piedra de la Rosa, eine Lavarosette, die durch sternförmige Risse in erkaltender Lava entstand

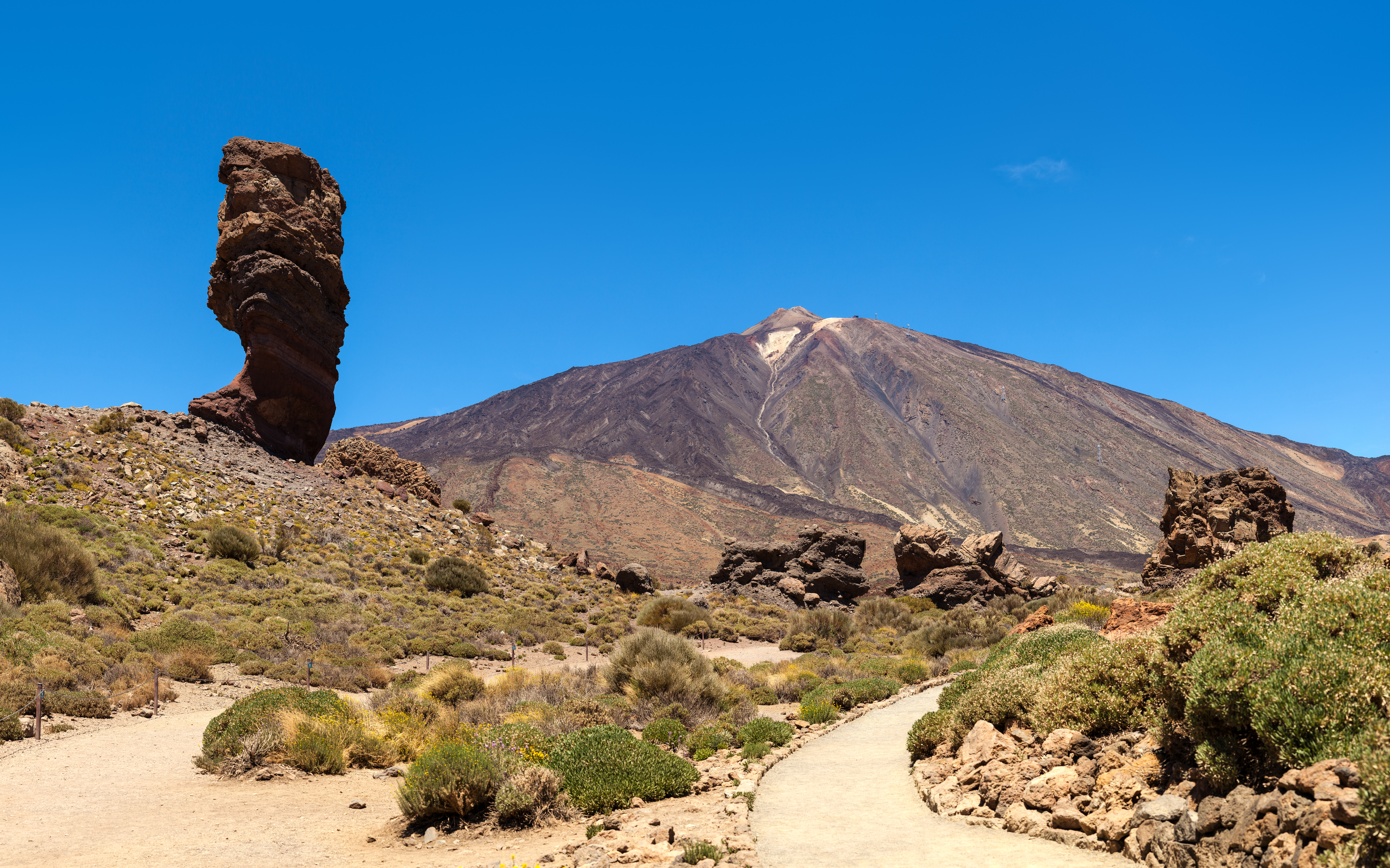
Roque Cinchado im Vordergrund und Pico del Teide im Hintergrund

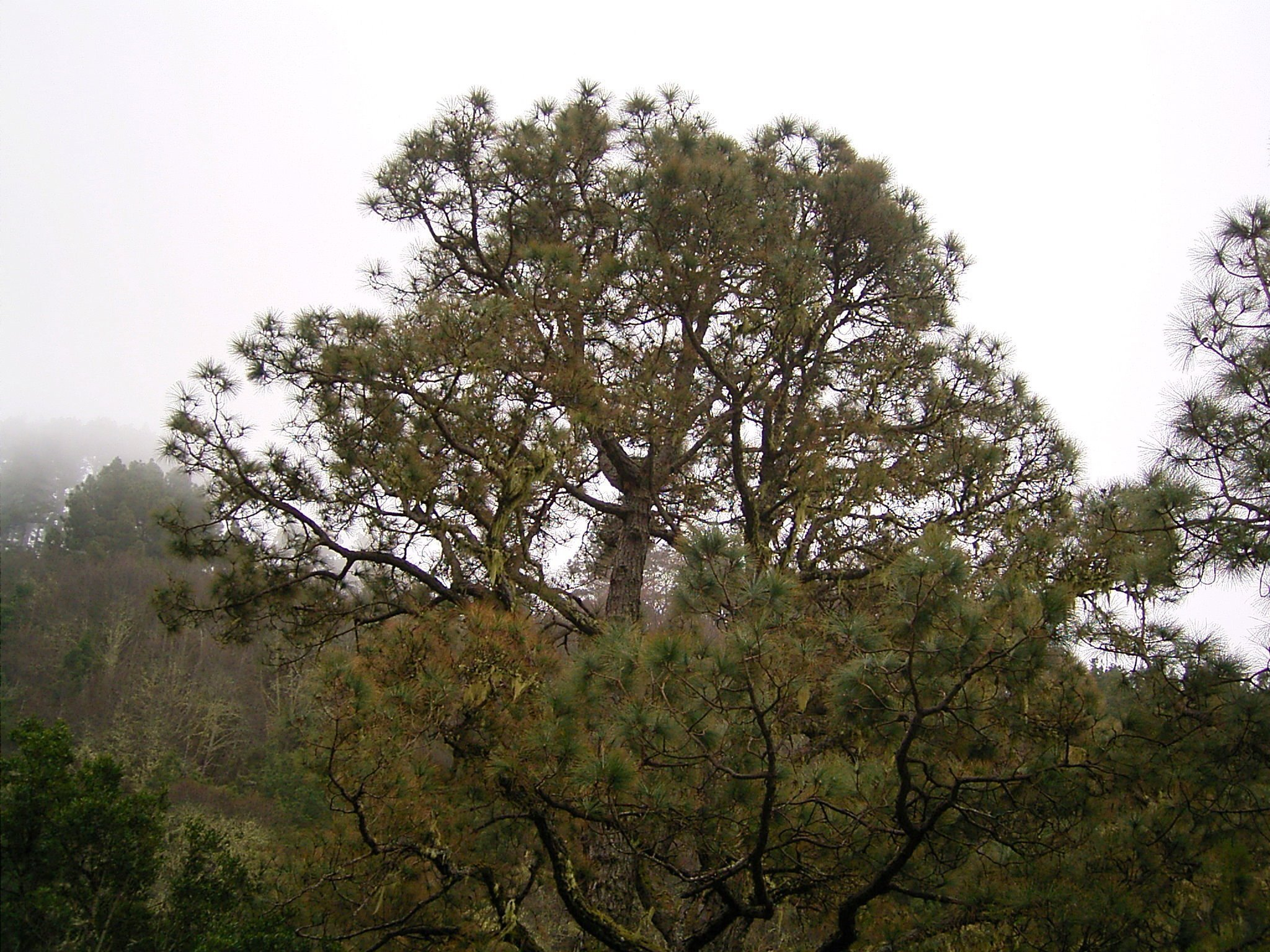
Die endemische Kanarische Kiefer hat sich an die häufigen Waldbrände angepasst. Sie treibt nach der Verkohlung durch Brand wieder aus.

Die Kanarischen Inseln sind ein Archipel, der seine Entstehung dem Intraplattenvulkanismus und einem unter ihm liegenden Hotspot verdankt. Sowohl seismische Tomographie als auch geochemische Analysen deuten auf eine tief im Erdmantel liegende Anomalie als Quelle der Magmen hin. Die unstete zeitliche Entwicklung der Inseln kann am besten mit einer sogenannten Edge-Driven Convection (Plattenrandkonvektion) erklärt werden, welche einen aufsteigenden Plume durcheinanderwirbelt.
Die Inseln sind zum Teil noch vulkanisch aktiv. Die östlichen Inseln Fuerteventura und Lanzarote sind mit 22 Mio. Jahren bzw. 15,5 Mio. Jahren die ältesten. Gran Canaria entstand vor etwa 14,5 Mio. Jahren, Teneriffa vor etwa 12 Mio. und La Gomera vor etwa 11 Mio. Jahren. La Palma und El Hierro sind mit 2 bzw. 1,2 Mio. Jahren die jüngsten Inseln des Archipels.
Die Hotspot-Wanderung wird als die schlüssigste Erklärung für die Entstehung der Kanarischen Inselkette angesehen: Über dem ortsfesten Hotspot wandert die Afrikanische Platte mit einer Driftgeschwindigkeit von 1,2 cm/Jahr nordostwärts. Der Wert leitet sich aus dem Entstehungszeitraum der Kanarischen Inseln bis zur jüngsten Insel El Hierro und dem Abstand zwischen den Inseln ab. Die im GPS ermittelte Driftgeschwindigkeit am Standort La Palma im Zeitabschnitt 2008 bis 2012 beträgt 1,7 cm/Jahr und 1,6 cm/Jahr (gemessen über die Verschiebung auf dem Breiten- und dem Längengrad).
Jede Insel weist eine individuelle Entstehungsgeschichte auf, außer Lanzarote und Fuerteventura, die eine ähnliche geologische Geschichte durchlaufen haben. Die beiden Inseln und die dazwischen liegende Nebeninsel Lobos waren über Jahrtausende hinweg während des niedrigen Wasserstands in den Kaltzeiten zu einer einzigen Insel verbunden. Auch heute trennt sie nur eine etwa 40 Meter tiefe und 10 Kilometer breite Meerenge.
Allgemein gehen Geologen von einer dreiphasigen Entstehungsgeschichte aus, die mit Hilfe der Argon-Isotop-Datierung der vulkanischen Gesteine belegt ist: Sie begann vor mindestens 142 Millionen Jahren mit unterseeischen Eruptionen, wobei sich aus Kissenlaven, Hyaloklastiten und Intrusionen zunächst unterseeische Berge aufbauten. Nach etlichen Millionen Jahren ragten diese über die Meeresoberfläche hinaus und es bauten sich in anhaltenden Eruptionsserien Schildvulkane auf, ähnlich wie auf Hawaii oder Surtsey. Danach gab es auf den ältesten Vulkaninseln Fuerteventura, Lanzarote, Gran Canaria und La Gomera eine mehrere Millionen Jahre andauernde eruptive Pause, die durch starke Erosion oberhalb des Meeresspiegels nachweisbar ist. Späterer erneuter Vulkanismus im Pliozän und Quartär formte die Inseln. Auch hier sind Ruhephasen mit Erosionsschichten nachweisbar.
In der Folge kam es auf allen Inseln wiederholt zum Flankenkollaps und zu Trümmerlawinen, deren Schuttfächer bis weit ins Meer hinaus noch heute nachweisbar sind. Zusammen mit großen explosiven Ausbrüchen bildeten sich dabei auch die großen Calderen auf Gran Canaria, Teneriffa und La Palma.
Die vulkanischen Aktivitäten halten mit großen Ausbrüchen im 18. Jahrhundert auf Lanzarote und dem letzten Ausbruch zu Lande auf La Palma 2021 bis in die heutige Zeit an: Ab dem 10. Oktober 2011 entstand, etwa 270 Meter unter dem Meeresspiegel und wenige Kilometer südlich der Küste vor der Insel El Hierro, ein neuer Vulkan, dessen Auswurfprodukte auch die Meeresoberfläche erreichten; die unterseeischen Eruptionen endeten Anfang März 2012.

### Klima
Das subtropische Klima der Kanaren ist aufgrund seiner Nähe zum nördlichen Wendekreis zwischen dem 27. und 29. Breitengrad das ganze Jahr über angenehm, was dem Archipel den Beinamen Inseln des ewigen Frühlings eingebracht hat. Der gleichbleibend kühle Kanarenstrom, ein Teil des Golfstroms, gleicht die Temperaturen aus, und der Nordostpassat hält die heißen Luftmassen aus der nahen Sahara meist fern und bringt vor allem an den Nordküsten der Inseln bisweilen Niederschläge. Eine Ausnahme bildet die mit Calima bezeichnete Wetterlage, die bei Südostwind trockene, heiße Luft mit feinem Saharasand auf die Inseln bringt. Grundsätzlich kann zwischen einer Trockenzeit im Sommer und einer regenreicheren Zeit im Winter unterschieden werden; die südlichen Regionen der Inseln sind trockener als die nördlichen. In den Küstenregionen liegen die Durchschnittstemperaturen im Sommer kaum höher als 25 °C, im Winter um 18 °C.

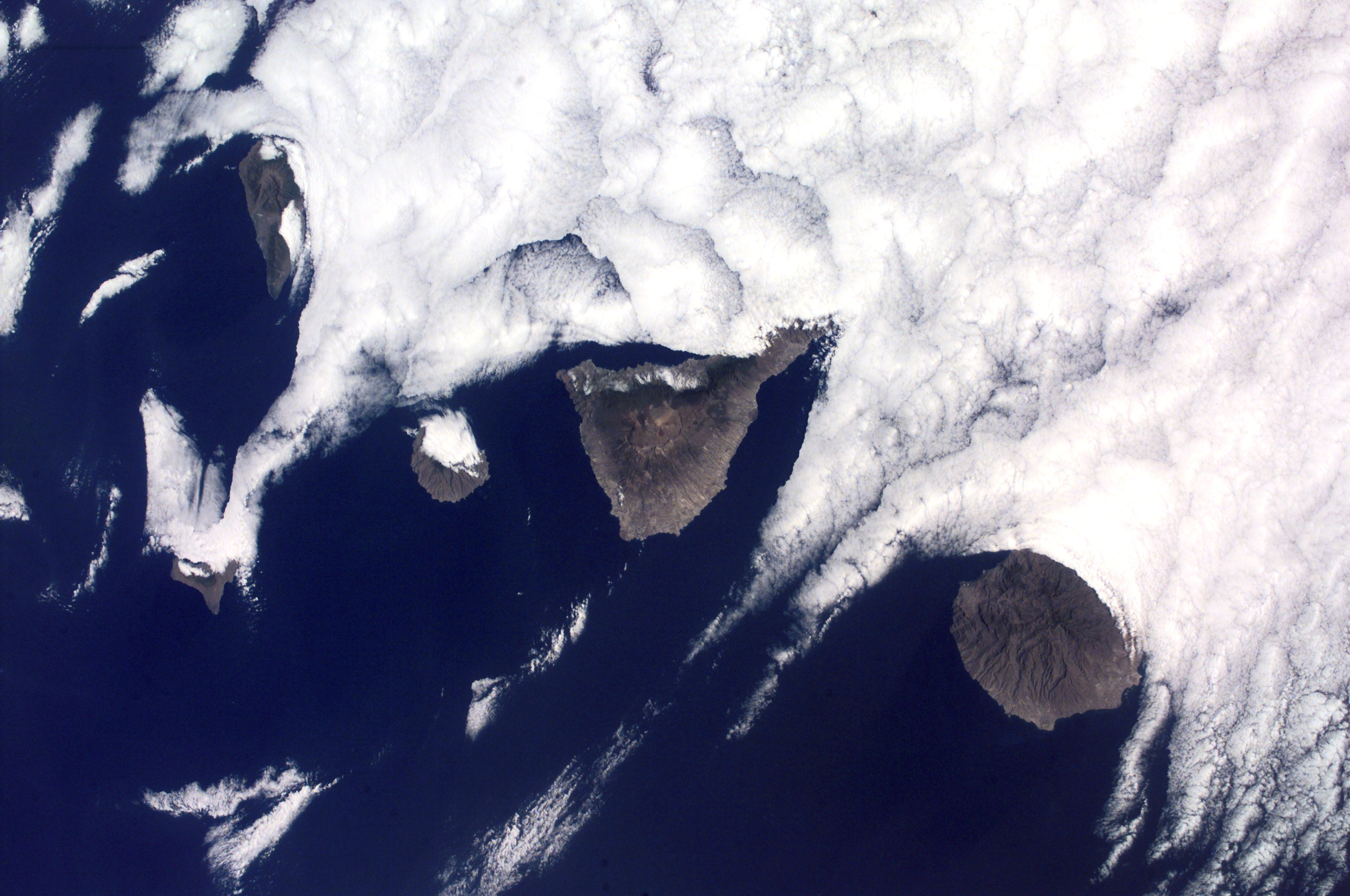
Nordostpassat
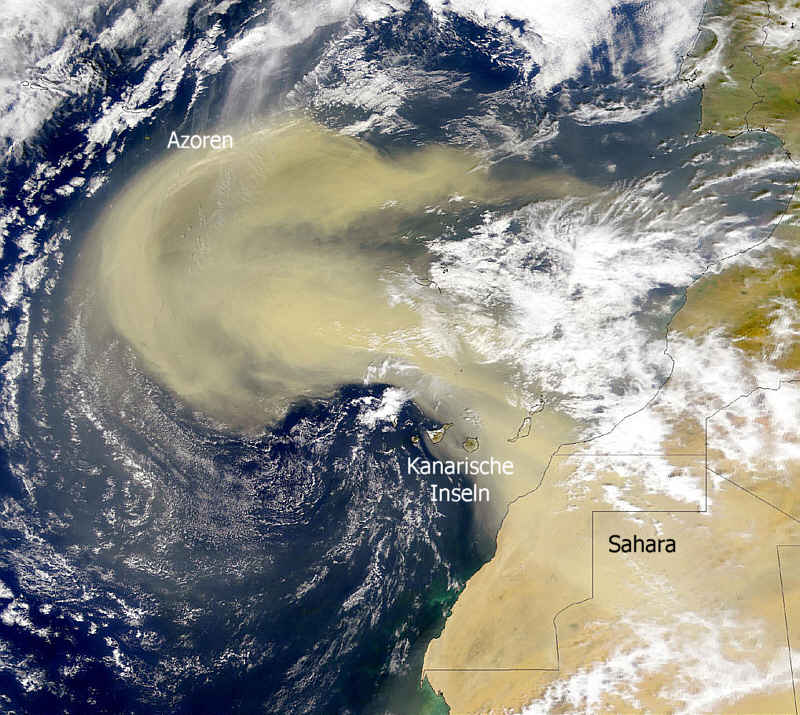
Wetterlage bei Calima

Hinzu kommt eine wesentliche Abhängigkeit des Klimas von der Topografie der Inseln. Der Nordostpassat hat dabei wesentlichen Einfluss auf die hohen westlichen Inseln, deren Nordosten durch starke Wolkenbildung an den Gebirgen deutlich feuchter und kühler ist als deren Süden. Da auf diesen Inseln die Höhenunterschiede im Vergleich zur Fläche sehr groß sind, gibt es deutlich zu differenzierende vertikale Klimazonen. Diese reichen von den trocken-heißen Küstenregionen über die feucht-kühle und deshalb oft bewaldete Zone bis hin zu kühl-trockenen Zonen mit teilweisem Hochgebirgsklima. Wenig Einfluss hat der Passat auf die flachen östlichen Inseln Lanzarote und Fuerteventura, auf denen durchweg ein arides (trockenes) Klima herrscht. Außerdem existieren auf allen Inseln in Bereichen tiefer Schluchten und hoher Felswände Mikroklimata mit großer Pflanzenvielfalt.

### Flora
Die Flora der Kanarischen Inseln zeichnet sich sowohl durch eine hohe Artenvielfalt als auch durch einen hohen Anteil an ortsspezifischen Pflanzenarten aus. Nach aktuellen Schätzungen gibt es auf den Kanaren rund 2000 Pflanzenarten, von denen 514 kanarische Endemiten sind, wovon wiederum 57 % ausschließlich auf einer der Inseln vorkommen. Auf dem Archipel ist die Pflanzenwelt stark von der Höhenlage, der Regenmenge und der Bodenbeschaffenheit abhängig. Sie ist daher von Insel zu Insel äußerst unterschiedlich. Untersuchungen der Pflanzen auf den Kanarischen Inseln von Manuel Steinbauer zeigen deutliche Unterschiede in dem Vorkommen der endemischen Pflanzen. Während weltweit einmalige Arten im Flachland rund 25 % der Vegetation ausmachen, sind es am 2400 Meter hohen Roque de los Muchachos von La Palma mehr als 50 %. Auf Teneriffa sind im Flachland etwa 30 % der Pflanzenarten endemisch, auf 3000 Metern am Teide steigt dieser Anteil auf bis zu 65 %.
Eine Besonderheit stellt die endemische Kanarische Kiefer dar. Seit ihrer Existenz auf den Kanarischen Inseln unterlag sie einem hohen Evolutionsdruck infolge der wiederkehrenden Vulkanausbrüche und den damit verbunden verheerenden Feuern (nach Anke Jentsch, Forschungsgebiet Gestörte Ökosysteme). Die Kiefer widersteht den Feuern, indem sie ihre Stammesknospen unter ihrer sehr dicken Borke gegen die Flammen schützt. Kurze Zeit nach Beendigung des Brandes treiben die Knospen wieder aus dem verkohlten Stamm heraus.
In der Vegetationskunde werden die Kanaren zusammen mit Madeira der makaronesischen Region zugerechnet. Ganz allgemein betrachtet bestehen heute zur nordafrikanischen und mediterranen Flora enge verwandtschaftliche Beziehungen.

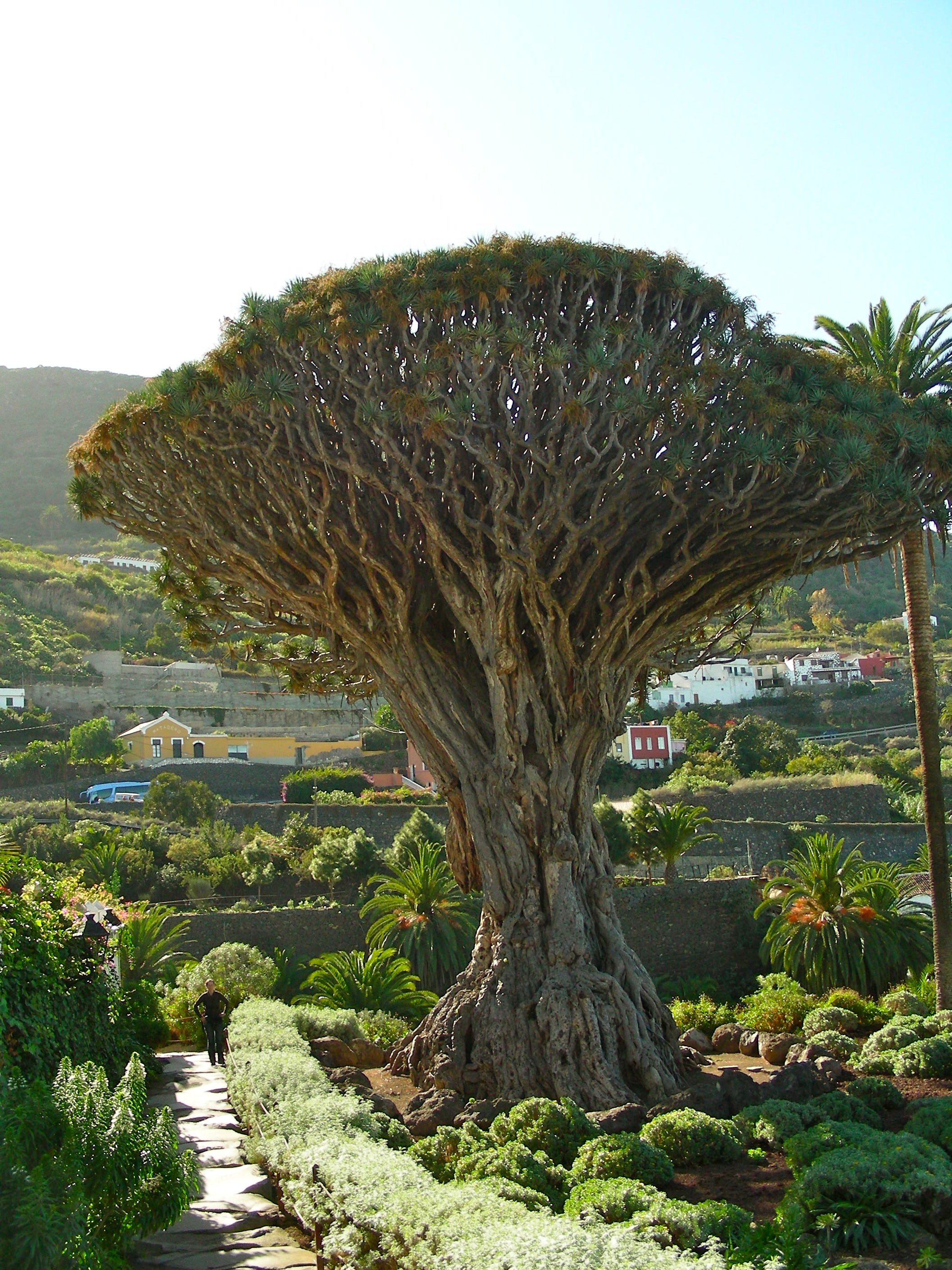
Der größte Kanarische Drachenbaum wächst auf Teneriffa.
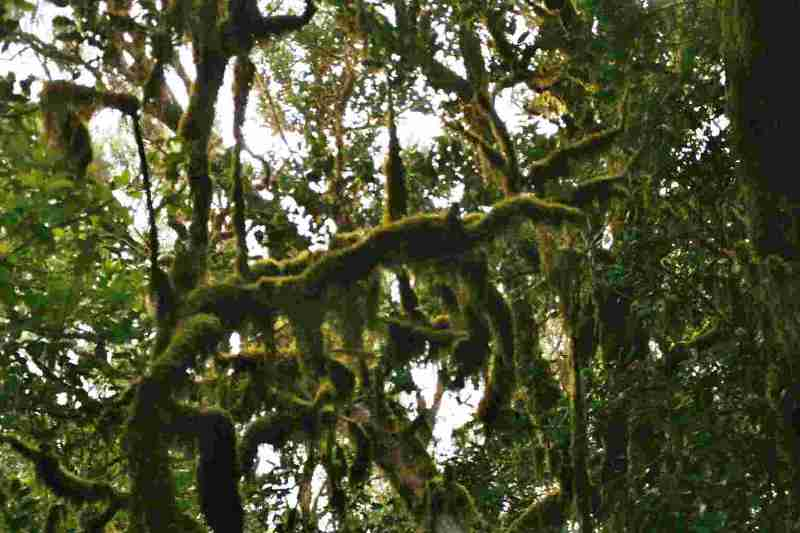
Nebelwald auf La Gomera, ausgedehnte Flechtenvegetation
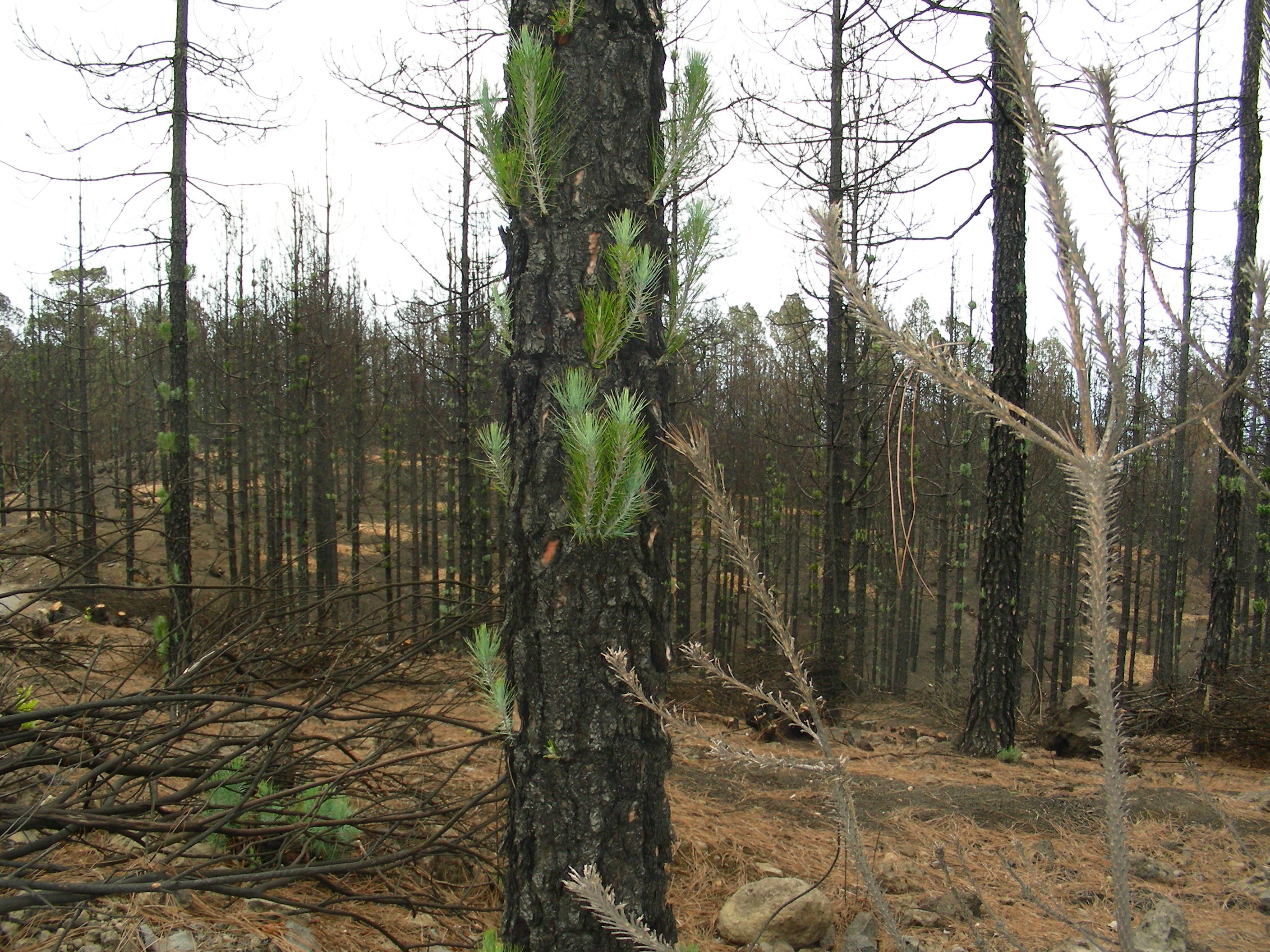
Kanarische Kiefer kurz nach einem Waldbrand. Neue Triebe verweisen auf ihre Anpassung an Waldbrände.

### Fauna
Die Tierwelt wird auf den Kanaren hauptsächlich von Reptilien und Vögeln bestimmt.
Die Eidechsengattung Gallotia ist auf der Inselgruppe endemisch. Sie umfasst insgesamt acht Arten (Ostkanareneidechse (G. atlantica), La-Palma-Rieseneidechse (G. auaritae), La-Gomera-Rieseneidechse (G. bravoana), Kleine Kanareneidechse (G. caesaris), Kanareneidechse (G. galloti), Getüpfelte Kanareneidechse (G. intermedia), El-Hierro-Rieseneidechse (G. simonyi), Gran-Canaria-Rieseneidechse (G. stehlini)). Darunter sind einige sehr groß werdende Formen bis 80 Zentimeter Gesamtlänge, daher werden die Tiere auch als Rieseneidechsen bezeichnet.
Weitere dort vorkommende Reptiliengattungen sind:
- die Walzenskinke (Chalcides) mit vier Arten: Südlicher Kanarenskink (C. coeruleopunctatus), Nördlicher Kanarenskink (C. viridanus), Gestreifter Kanarenskink (C. sexlineatus) und Purpurarien-Skink (C. simonyi)
- die Geckogattung Tarentola mit fünf Arten: Kanarischer Mauergecko (T. angustimentalis), Kanarengecko (T. delalandii), Gestreifter Kanarengecko (Tarentola boettgeri) Gomera-Gecko (T. gomerensis) und Mauergecko (T. mauritanica)
- der Europäische Halbfinger (Hemidactylus turcicus).

Schlangen lebten ursprünglich nicht auf den Inseln. Ende des 20. Jahrhunderts wurden jedoch auf Gran Canaria durch den Menschen kalifornische Kettennattern (Lampropeltis getula californiae) eingeführt, die zwar ungiftig sind, sich aber vor allem im Nordosten der Insel stark vermehren und endemische Arten bedrohen. Ab 2007 wurden Maßnahmen ergriffen, um den Bestand zu kontrollieren und die weitere Ausbreitung der Nattern zu verhindern.
Die größten Reptilien der Kanaren sind die in Küstennähe lebenden Meeresschildkröten (Cheloniidae). Überhaupt ist die Meeresfauna mit fast 550 Fischarten artenreich.
Erwähnenswert sind unter anderem einige Rochenarten, zahlreiche Haiarten wie Engelhaie, mehrere Hammerhaiarten, Makohaie, Weiße Haie, aber auch Schwertfische und Barrakudas sowie große Thunfische, Meerbrassen, Papageifische, Zacken- und Ziegelbarsche, Flügelbutte und der Pollack. Zudem konnten bisher 28 Wal- und Delfinarten im Archipel nachgewiesen werden, darunter auch das größte lebende Raubtier – der Pottwal.
In den dauerfeuchten Nebelwäldern haben sich auch Amphibien angesiedelt (Mittelmeer-Laubfrosch (Hyla meridionalis), Iberischer Wasserfrosch (Pelophylax perezi)).

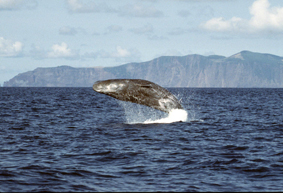
Springender Pottwal
- Video: Wo sind Grindwale sesshaft?
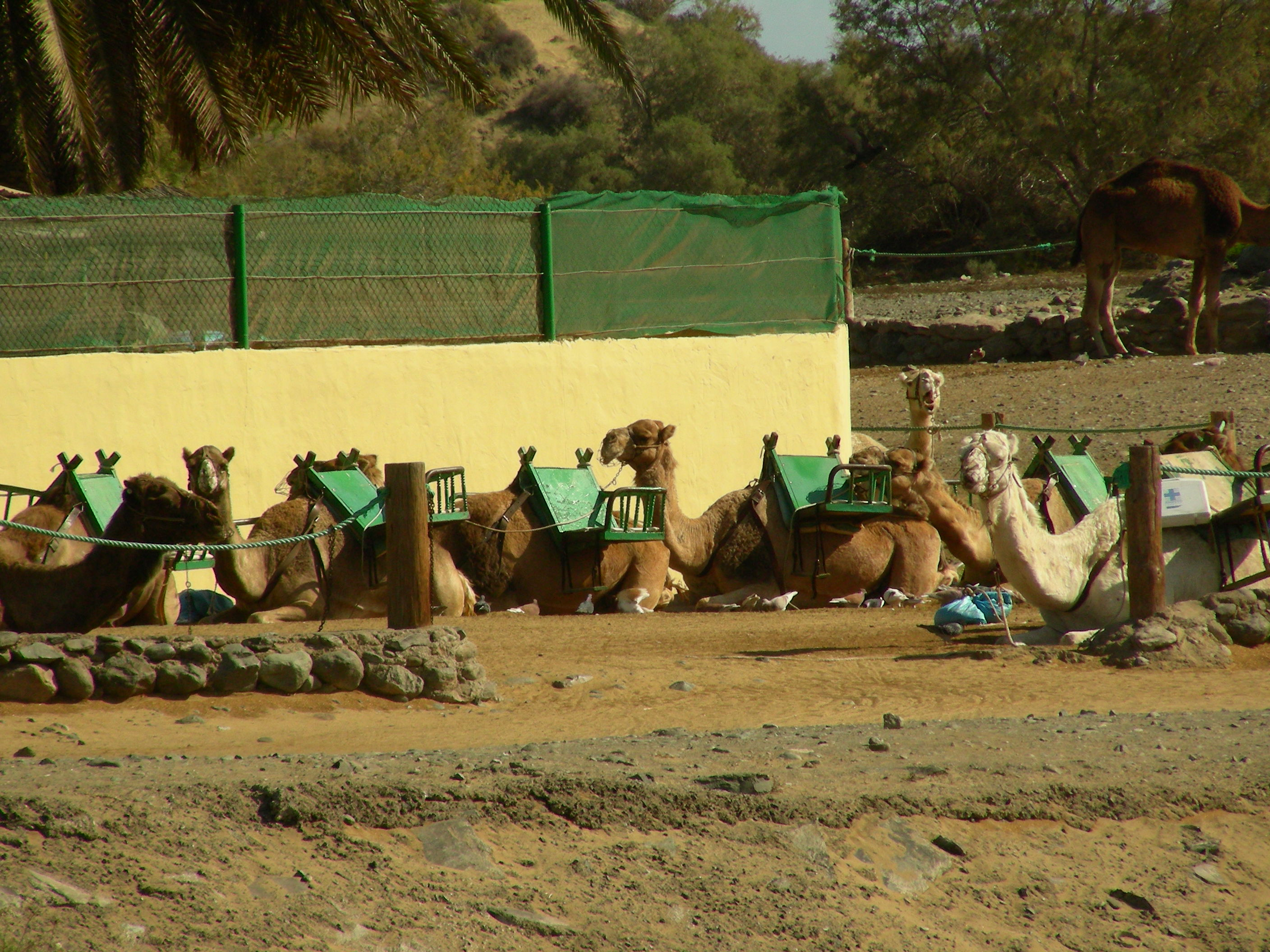
Das Dromedar wird auf den Kanaren fast nur noch zum Touristentransport genutzt.
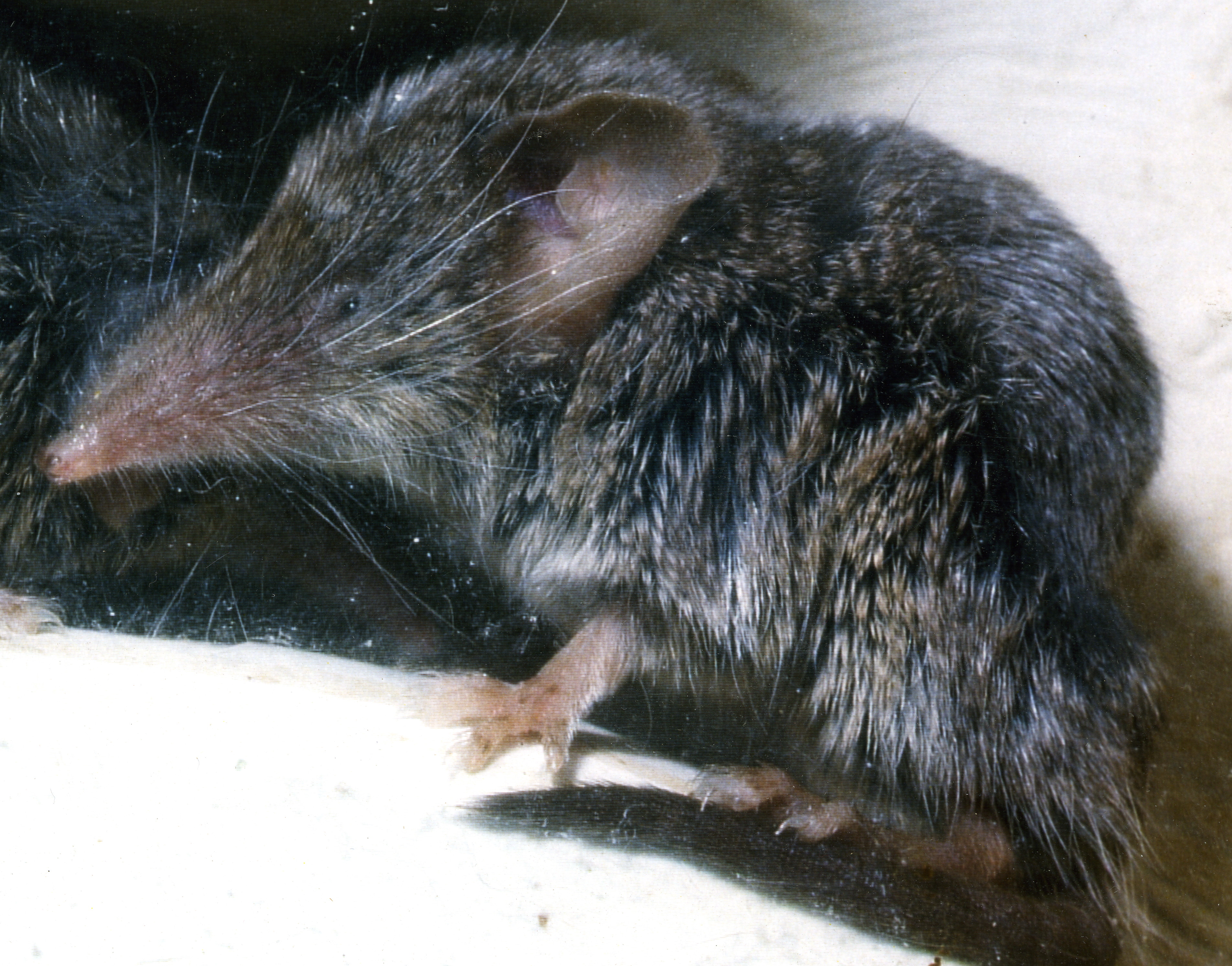
Die Kanaren-Spitzmaus wurde erst 1985 auf Fuerteventura entdeckt.
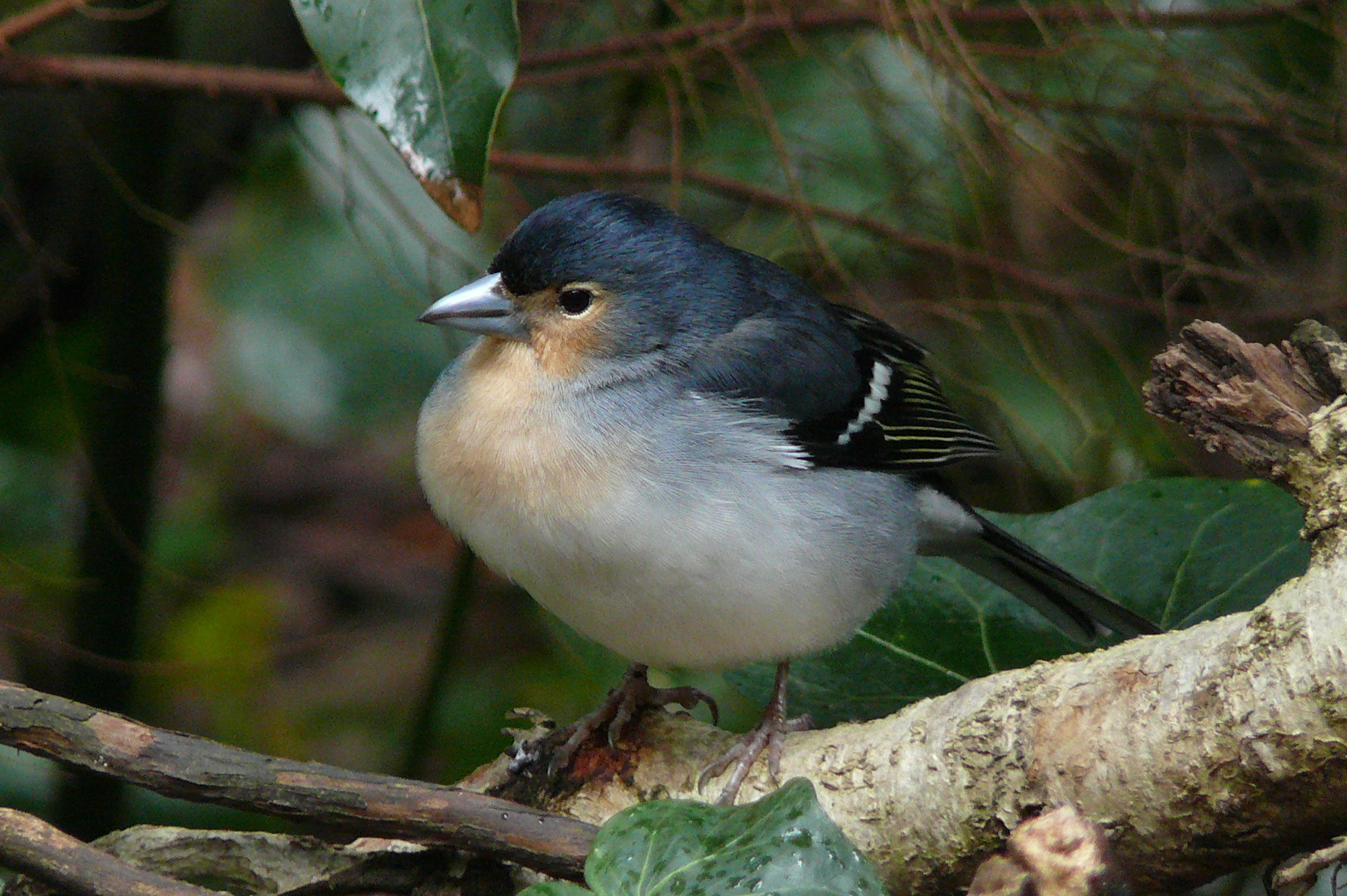
Die bläuliche, auf La Palma endemische Buchfinkenunterart (Fringilla coelebs palmae)
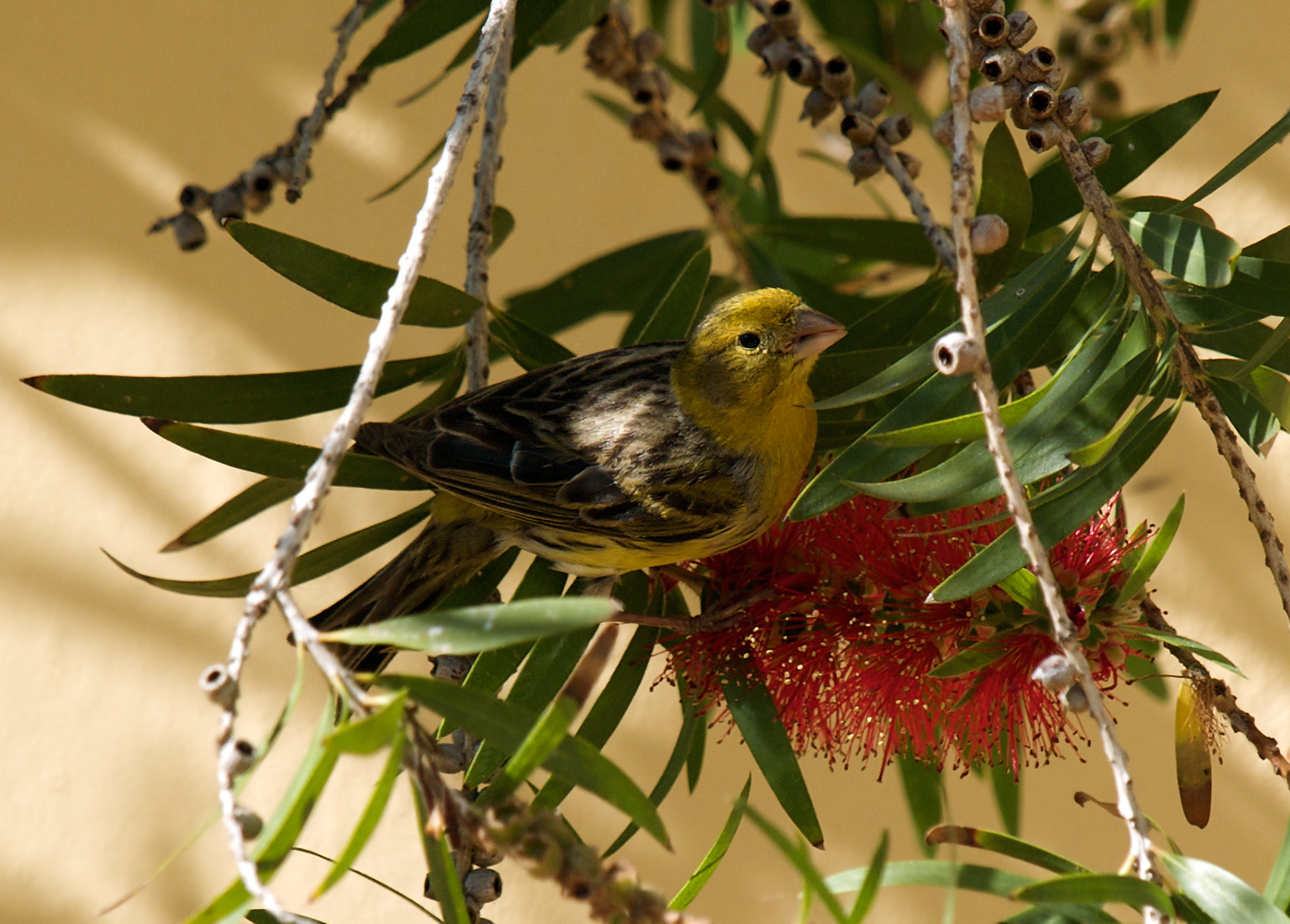
Der Kanarengirlitz, Vorfahr der gelb gezüchteten Kanarienvögel (Serinus canaria)
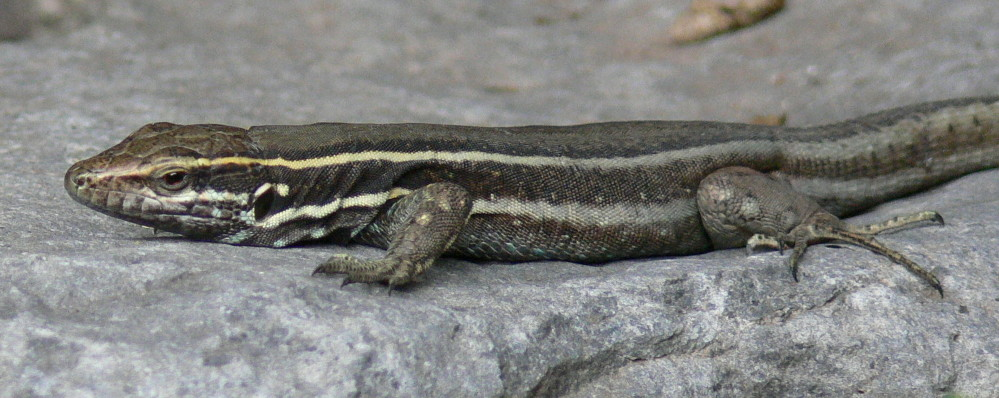
Kleine Kanareneidechse (Gallotia caesaris gomerae)
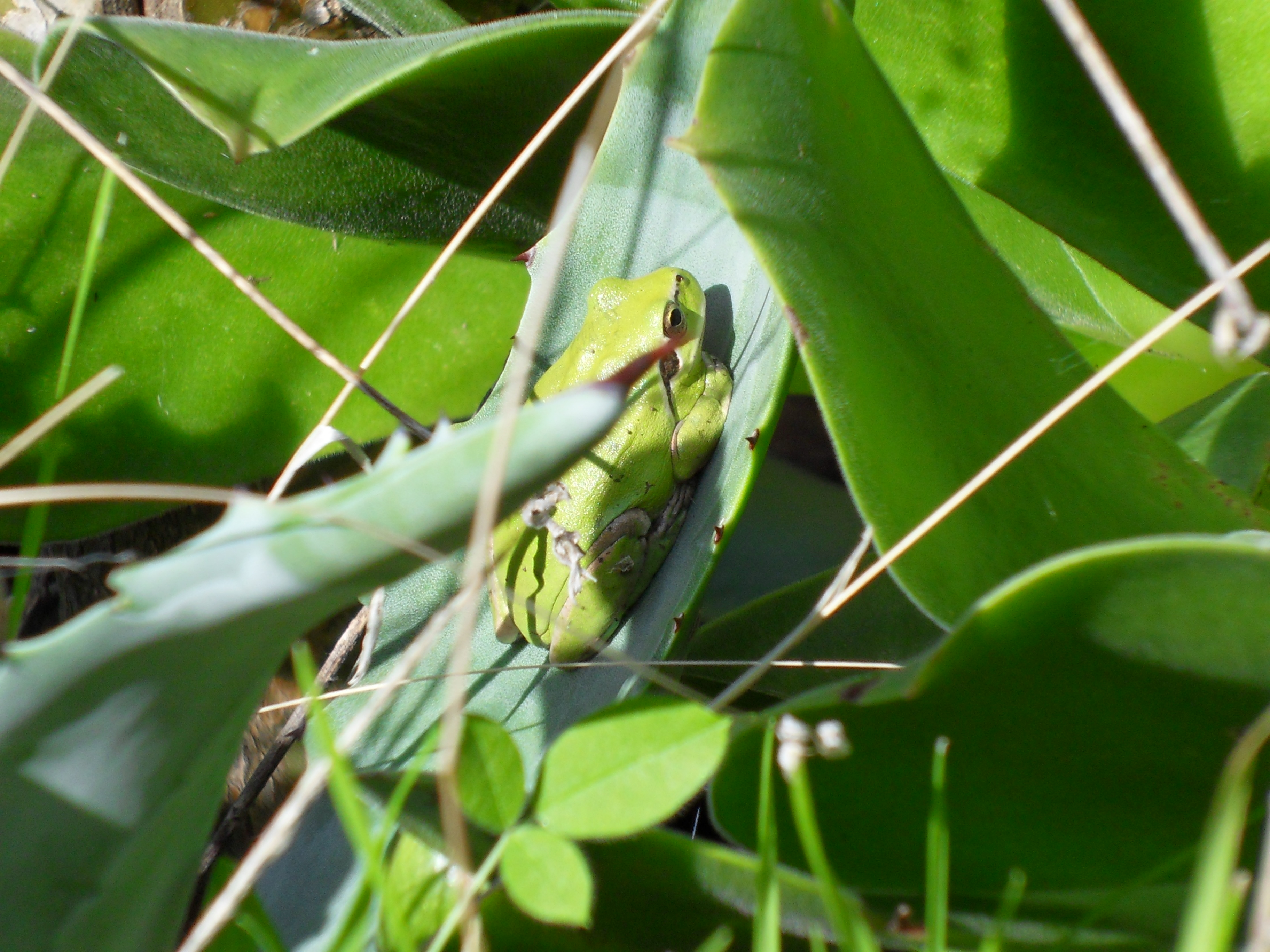
Laubfrosch in Ufernähe eines Wasser führenden Barrancos auf Teneriffa
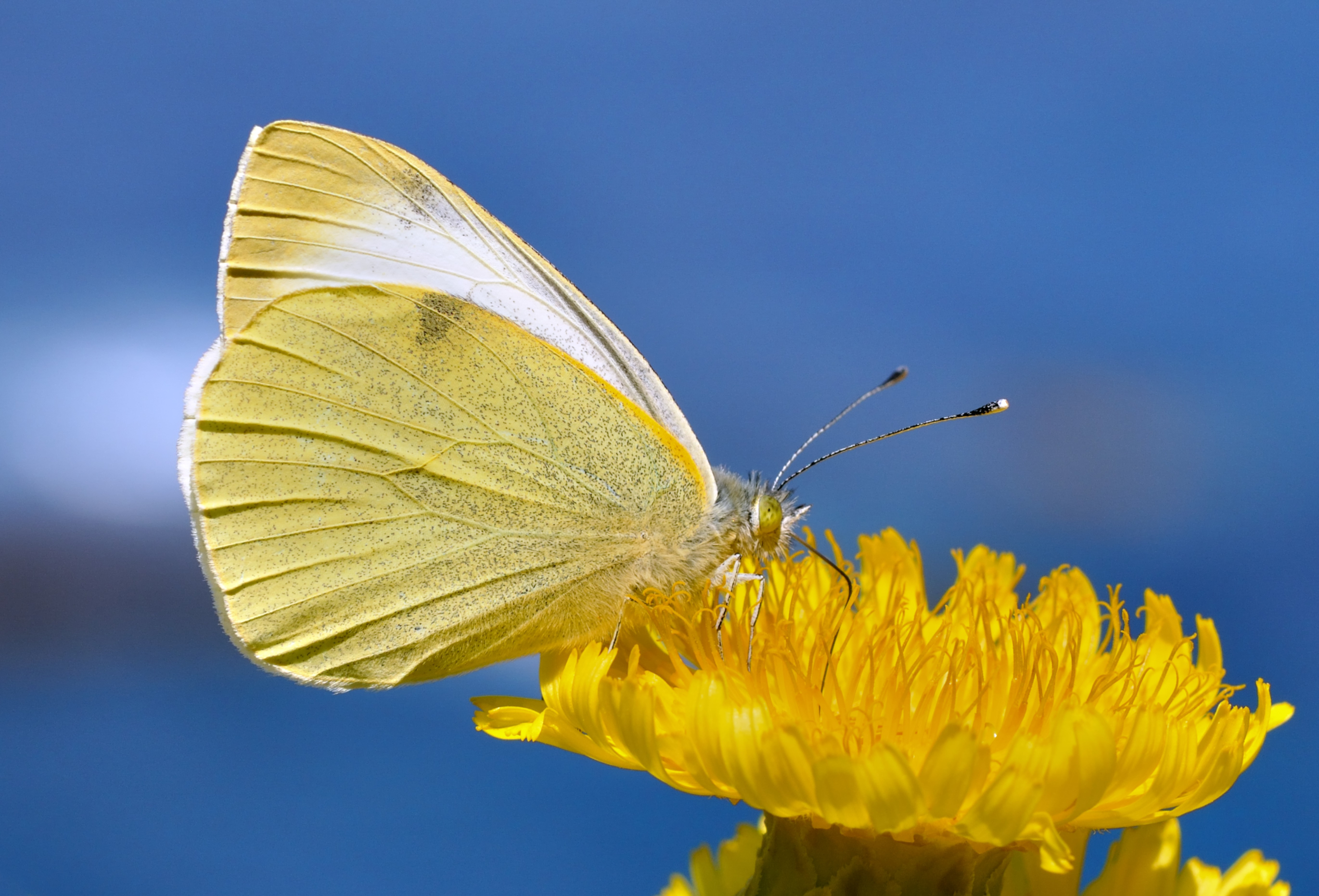
Kanaren-Weißling auf Teneriffa
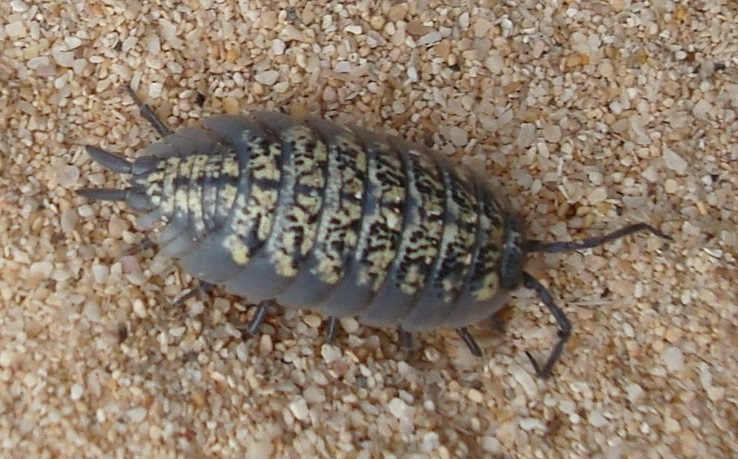
Endemische Landassel Porcellio spinipes
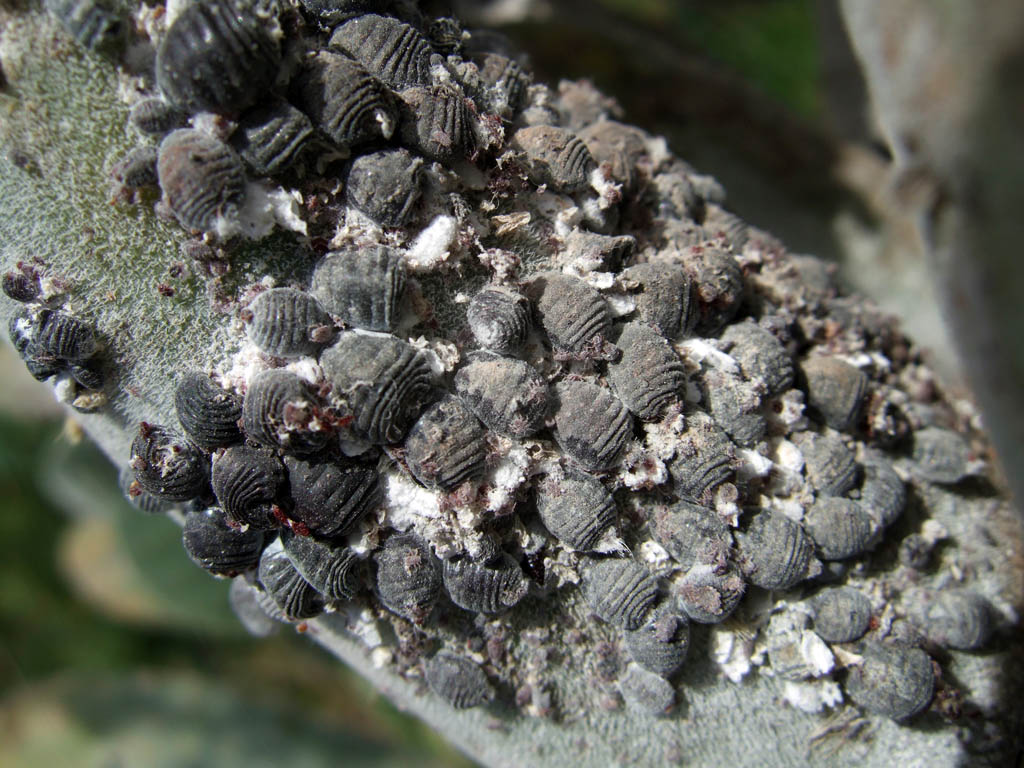
Früher wirtschaftlich stark genutzt: Cochenillenschildlauskolonie auf einer Opuntie

Die Vogelwelt der Kanaren setzt sich aus Endemiten der Kanaren und Madeiras, typischen Arten des Mittelmeerraums und Nordafrikas sowie paläarktischen Kosmopoliten zusammen. Von den Letzteren haben sich hier bei zahlreichen Arten endemische Unterarten herausgebildet.
Zu den endemischen Arten, die auch auf Madeira heimisch sind, zählen der Einfarbsegler, der Kanarenpieper und der Kanarengirlitz, die wilde Stammform des Kanarienvogels. Der Kanarenzilpzalp (Phylloscopus canariensis) brütet auf allen Kanareninseln, das Kanarengoldhähnchen lediglich auf den westlich gelegenen. Die Lorbeertaube und Bolles Lorbeertaube kommen nur auf La Palma, Teneriffa und Gomera, die letztere Art zudem auf El Hierro vor. Der Teidefink ist auf Teneriffa und der Gran-Canaria-Fink auf Gran Canaria zu finden, der Kanarenschmätzer (Saxicola dacotiae) brütet mit etwa 1000 Paaren lediglich auf Fuerteventura.
Beispiele für typische Vogelarten aus dem Mittelmeerraum sind der Eleonorenfalke, die Mittelmeermöwe (ssp. atlantis), Samtkopf-Grasmücke (ssp. leucogastra) und Brillengrasmücke (ssp. orbitalis), der Weidensperling und der Iberienraubwürger (ssp. koeningi). Beispiele für Vertreter der nordafrikanischen Avifauna sind das Felsenhuhn, der Wüstenfalke, die Kragentrappe, das Sandflughuhn, der Rennvogel und der Wüstengimpel. Bei den hier endemischen Unterarten europäisch verbreiteter Vögel sind vor allem die des Buchfinken (F. c. canariensis und palmae) zu nennen, die von den Nominatformen deutlich abweichen. Weitere endemische Unterarten gibt es von Turmfalke, Schleier- und Waldohreule, Buntspecht, Gebirgsstelze, Amsel, Bluthänfling, Mönchsgrasmücke und Rotkehlchen. Die Meisen werden auf den Kanaren durch die Kanarenmeise vertreten, die ursprünglich als Unterart der Blaumeise galt.
Mit mehreren tausend Arten ist die Insektenwelt vertreten. Dazu gehören zahlreiche Schmetterlinge mit endemischen Arten wie der Kanaren-Weißling (Pieris cheiranthi), der Kanarische Admiral (Vanessa vulcania) und das Kanaren-Waldbrettspiel (Pararge xiphioides). Häufig anzutreffen sind Libellen. Auch Heuschrecken sind häufig. Lästig werden konnten aus Afrika kommende gefräßige Heuschreckenschwärme bis in die Mitte des zwanzigsten Jahrhunderts. Heute werden diese schon draußen auf dem Meer mit Insektiziden so traktiert, dass es diese Bedrohung praktisch nicht mehr gibt.
Ein Beispiel für endemische Landasseln sind Porcellio spinipes und Porcellio canariensis.
Aus wirtschaftlichen Gründen wurde aus Mittelamerika die Cochenilleschildlaus nebst ihrer Wirtspflanze, der Opuntie, eingeführt. Aus den Läusen wurde ein karminroter Farbstoff gewonnen, der mittlerweile aber synthetisch hergestellt wird.
Die weitaus meisten freilebenden Säugetiere sind mit Ausnahme der meisten Fledermäuse (wie der Madeira-Fledermaus, der Alpenfledermaus oder der Weißrandfledermaus) erst nach der Eroberung ausgesetzt worden oder als Mitreisende eingewandert. Schweine, Ziegen und Schafe existierten allerdings bereits zur Zeit der altkanarischen Bevölkerung. Erst in den 1980er Jahren wurde auf Fuerteventura und nachfolgend auch auf Lanzarote eine endemische Spitzmausart entdeckt und als eigenständige Art erfasst. Für prähistorische Zeiten sind Riesenratten als endemische Spezies belegt. Insbesondere die Wildziege, der Europäische Mufflon, der Mähnenspringer und das Wildkaninchen richten an der endemischen Pflanzenwelt der Kanaren schwere Schäden an. Verwilderte Hauskatzen werden dafür verantwortlich gemacht, dass die großen Echsen der westlichen Inseln heute vom Aussterben bedroht sind.
| Invasive Säugetiere                   | Lanzarote                   | Fuerteventura               | Gran Canaria                | Teneriffa                   | La Gomera                   | La Palma                    | El Hierro                   |
| ------------------------------------- | --------------------------- | --------------------------- | --------------------------- | --------------------------- | --------------------------- | --------------------------- | --------------------------- |
| Atlashörnchen (Atlantoxerus getulus)  |                             | Grünes Häkchensymbol für ja |                             |                             |                             |                             |                             |
| Hausspitzmaus (Crocidura russula)     |                             |                             | Grünes Häkchensymbol für ja |                             |                             |                             |                             |
| Etruskerspitzmaus (Suncus etruscus)   |                             |                             |                             | Grünes Häkchensymbol für ja |                             |                             |                             |
| Nilflughund (Rousettus aegyptiacus)   |                             |                             |                             | Grünes Häkchensymbol für ja |                             |                             |                             |
| Europäischer Mufflon (Ovis gmelini)   |                             |                             |                             | Grünes Häkchensymbol für ja |                             |                             |                             |
| Mähnenspringer (Ammotragus lervia)    |                             |                             |                             |                             |                             | Grünes Häkchensymbol für ja |                             |
| Algerischer Igel (Atelerix algirus)   | Grünes Häkchensymbol für ja | Grünes Häkchensymbol für ja | Grünes Häkchensymbol für ja | Grünes Häkchensymbol für ja |                             |                             |                             |
| Hauskatze (Felis catus)               | Grünes Häkchensymbol für ja | Grünes Häkchensymbol für ja | Grünes Häkchensymbol für ja | Grünes Häkchensymbol für ja | Grünes Häkchensymbol für ja | Grünes Häkchensymbol für ja | Grünes Häkchensymbol für ja |
| Wildziege (Capra hircus)              | Grünes Häkchensymbol für ja | Grünes Häkchensymbol für ja | Grünes Häkchensymbol für ja | Grünes Häkchensymbol für ja | Grünes Häkchensymbol für ja | Grünes Häkchensymbol für ja | Grünes Häkchensymbol für ja |
| Hausratte (Rattus rattus)             | Grünes Häkchensymbol für ja | Grünes Häkchensymbol für ja | Grünes Häkchensymbol für ja | Grünes Häkchensymbol für ja | Grünes Häkchensymbol für ja | Grünes Häkchensymbol für ja | Grünes Häkchensymbol für ja |
| Wanderratte (Rattus norvegicus)       | Grünes Häkchensymbol für ja | Grünes Häkchensymbol für ja | Grünes Häkchensymbol für ja | Grünes Häkchensymbol für ja | Grünes Häkchensymbol für ja | Grünes Häkchensymbol für ja | Grünes Häkchensymbol für ja |
| Westliche Hausmaus (Mus domesticus)   | Grünes Häkchensymbol für ja | Grünes Häkchensymbol für ja | Grünes Häkchensymbol für ja | Grünes Häkchensymbol für ja | Grünes Häkchensymbol für ja | Grünes Häkchensymbol für ja | Grünes Häkchensymbol für ja |
| Wildkaninchen (Oryctolagus cuniculus) | Grünes Häkchensymbol für ja | Grünes Häkchensymbol für ja | Grünes Häkchensymbol für ja | Grünes Häkchensymbol für ja | Grünes Häkchensymbol für ja | Grünes Häkchensymbol für ja | Grünes Häkchensymbol für ja |

Als Haustiere gehalten werden: Ziegen, Schafe, Pferde, Esel, Mulis, Schweine, Kühe, Hunde, Katzen, Dromedare (als Lasttier gehalten auf Lanzarote, Fuerteventura, Gran Canaria), Hühner, Puten und Bienen.

### Naturschutzgebiete

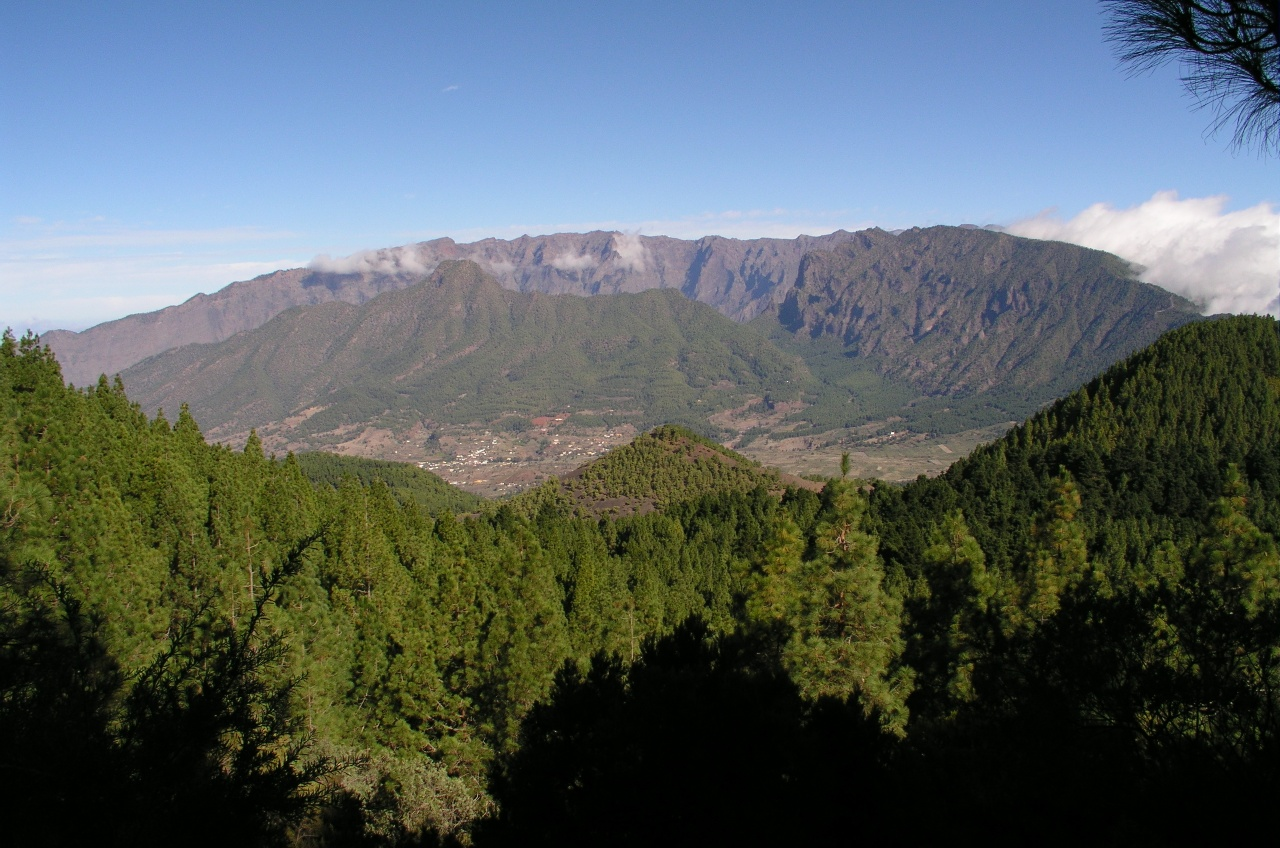
Caldera de Taburiente (La Palma)

Insgesamt gibt es auf dem Archipel 146 Naturschutzgebiete, die sich auf 301.335 Hektar ausdehnen. Darunter sind elf Naturparks mit einer Gesamtfläche von 111.022 Hektar sowie 131 verschiedene Naturreservate, Naturdenkmäler, Landschaftsschutzgebiete, Orte von wissenschaftlichem Interesse und ländliche Parks. Ebenfalls dazugehörig, haben die Kanaren in ihrer autonomen Gemeinschaft die meisten Nationalparks in Spanien, vier von insgesamt 13, mit einer Gesamtfläche von 32.681 Hektar:
- Nationalpark Caldera de Taburiente (La Palma)
- Nationalpark Garajonay (La Gomera)
- Nationalpark Teide (Teneriffa)
- Nationalpark Timanfaya (Lanzarote)

Seit Dezember 2006 gehören die Kanaren zur Gruppe der besonders schutzbedürftigen Meeresgebiete der Internationalen Seeschifffahrts-Organisation IMO. Das bedeutet, dass ein Umkreis von zwölf Seemeilen (rund 22,2 Kilometer) für den Transit von Schiffen mit gefährlicher Fracht komplett gesperrt ist.

## Bevölkerung

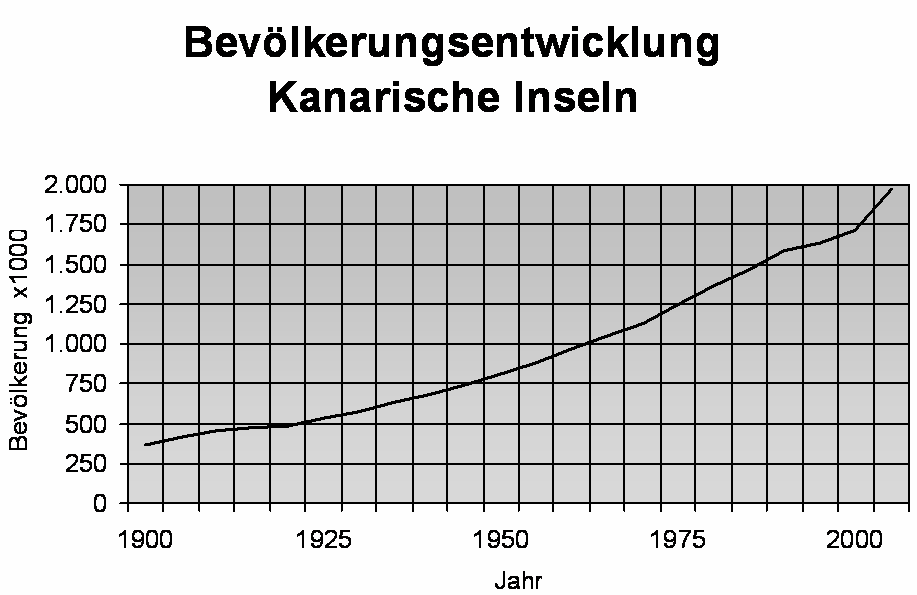
Bevölkerungsentwicklung

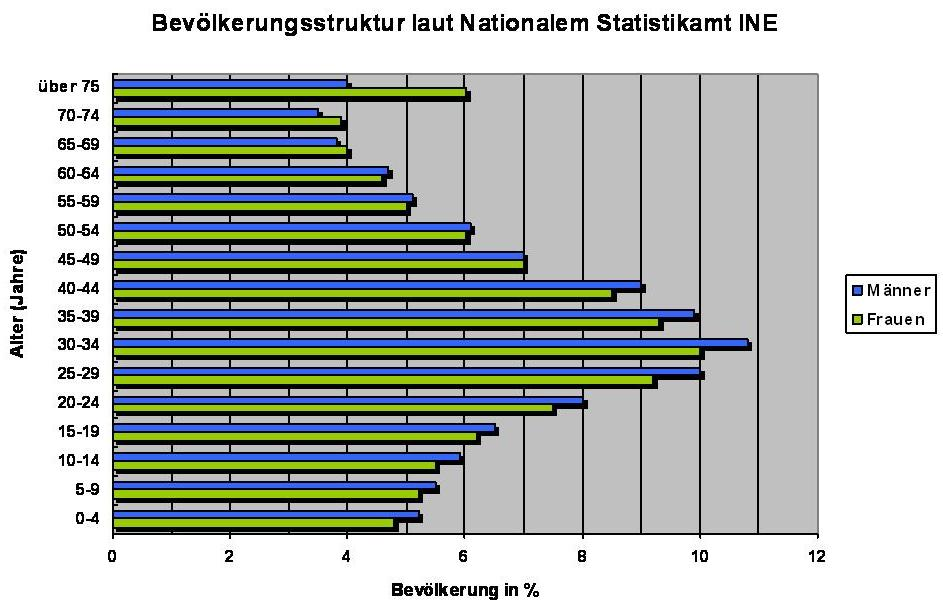
Bevölkerungsstruktur nach Alter (1. Januar 2005)

Bis ins 15. Jahrhundert war der Archipel von den Altkanariern, einzelnen Inselbevölkerungen, die keinen Kontakt zueinander hatten, bewohnt. Obwohl sie sich in Sprache und Kultur unterschieden, wird in der populärwissenschaftlichen Literatur häufig für alle Insulaner der Name der größten Gruppe Guanchen, der Ureinwohner der Insel Teneriffa, verwendet.
Durch die spanische Eroberung wurde zwar deren Kultur nahezu vernichtet, jedoch vermischten sich viele dieser Ureinwohner mit den neuen Siedlern. Etwa ein Drittel der heutigen Bevölkerung der Inseln stammt in weiblicher Linie von den Altkanariern ab. Die neuen Siedler, die im 16. Jahrhundert auf die Inseln kamen, wanderten aus dem Süden Spaniens und aus dem heutigen Portugal ein.
Die Bewohner der einzelnen Inseln heißen Tinerfeños (Teneriffa), Grancanarios (Gran Canaria), Palmeros (La Palma), Majoreros (Fuerteventura), Gomeros (La Gomera), Lanzaroteños (Lanzarote) und Herreños (El Hierro).

### Bevölkerungsentwicklung
Die Bevölkerung der Kanarischen Inseln ist im 20. Jahrhundert stetig angestiegen. Der Trend verstärkt sich weiter, sodass laut spanischem Statistikamt im Mai 2006 die Zwei-Millionen-Einwohner-Marke überschritten worden ist. Die Entwicklung der Bevölkerung nach dem Einwohnermelderegister (Padrón Municipal de habitantes) ab 2003 stellt sich wie folgt dar:
| Einwohner      | 1976       | 2003       | 2005       | 2008       | 2015       | 2020       | 2024       |
| -------------- | ---------- | ---------- | ---------- | ---------- | ---------- | ---------- | ---------- |
| Spanien gesamt | 35.701.000 | 42.717.064 | 44.108.530 | 45.828.172 | 46.624.382 | 47.450.795 | 48.587.813 |
| Kanaren gesamt | 1.342.810  | 1.894.868  | 1.968.280  | 2.075.968  | 2.100.306  | 2.175.952  | 2.228.862  |
| Teneriffa      | 567.404    | 799.889    | 838.877    | 886.033    | 888.184    | 928.604    | 955.063    |
| Gran Canaria   | 591.445    | 789.908    | 802.247    | 829.597    | 847.830    | 855.521    | 863.943    |
| Lanzarote      | 47.521     | 114.715    | 123.039    | 139.506    | 143.209    | 155.812    | 163.467    |
| Fuerteventura  | 24.663     | 74.983     | 86.642     | 100.929    | 107.367    | 119.732    | 127.043    |
| La Palma       | 80.219     | 85.631     | 85.252     | 86.528     | 82.346     | 83.458     | 85.104     |
| La Gomera      | 24.270     | 19.580     | 21.746     | 22.622     | 20.783     | 21.678     | 22.436     |
| El Hierro      | 7.278      | 10.162     | 10.477     | 10.753     | 10.587     | 11.147     | 11.806     |

Das starke Bevölkerungswachstum in der ersten Dekade des Jahrtausends resultiert hauptsächlich aus Einwanderung, angeführt von Bürgern aus der Europäischen Union (ohne Spanien: 129.039) und den Ländern Lateinamerikas (77.502).
Insgesamt leben im Jahr 2019 (Stand: 1. Januar) 276.680 behördlich registrierte Bürger ohne spanische Staatsangehörigkeit auf den Kanaren, das entspricht einem Anteil von 12,9 %, der größte Teil davon stammt aus Italien (49.170), gefolgt von Deutschen (25.619) und Briten (25.521). Hinzu kommen noch 333.621 Bürger aus anderen autonomen Gemeinschaften Spaniens (15,5 % der Bevölkerung; Stand: 2019).

### Die größten Gemeinden
Die folgende Liste enthält die 41 größten Gemeinden mit einer Einwohnerzahl über 10.000 der Kanarischen Inseln (Stand:2024). Die jeweils größte Gemeinde einer Insel ist in Fettschrift. Zum Vergleich wurden die beiden größten Gemeinden von La Gomera und El Hierro in die Liste aufgenommen.
| Rang | Stadt/Gemeinde                      | Insel         | Einwohner |
| ---- | ----------------------------------- | ------------- | --------- |
| 1    | Las Palmas de Gran Canaria          | Gran Canaria  | 380.436   |
| 2    | Santa Cruz de Tenerife              | Teneriffa     | 211.359   |
| 3    | San Cristóbal de La Laguna          | Teneriffa     | 160.258   |
| 4    | Telde                               | Gran Canaria  | 102.867   |
| 5    | Arona                               | Teneriffa     | 86.624    |
| 6    | Santa Lucía de Tirajana             | Gran Canaria  | 77.098    |
| 7    | Arrecife                            | Lanzarote     | 68.169    |
| 8    | Granadilla de Abona                 | Teneriffa     | 57.143    |
| 9    | San Bartolomé de Tirajana           | Gran Canaria  | 54.116    |
| 10   | Adeje                               | Teneriffa     | 50.549    |
| 11   | Puerto del Rosario                  | Fuerteventura | 44.638    |
| 12   | La Orotava                          | Teneriffa     | 42.585    |
| 13   | Arucas                              | Gran Canaria  | 38.936    |
| 14   | Los Realejos                        | Teneriffa     | 37.522    |
| 15   | Agüimes                             | Gran Canaria  | 33.179    |
| 16   | Ingenio                             | Gran Canaria  | 32.747    |
| 17   | Puerto de la Cruz                   | Teneriffa     | 31.377    |
| 18   | La Oliva                            | Fuerteventura | 29.693    |
| 19   | Candelaria                          | Teneriffa     | 28.795    |
| 20   | Gáldar                              | Gran Canaria  | 24.811    |
| 21   | Tacoronte                           | Teneriffa     | 24.746    |
| 22   | Icod de los Vinos                   | Teneriffa     | 24.285    |
| 23   | Teguise                             | Lanzarote     | 23.848    |
| 23   | San Miguel de Abona                 | Teneriffa     | 23.138    |
| 24   | Guía de Isora                       | Teneriffa     | 22.642    |
| 25   | Güímar                              | Teneriffa     | 21.716    |
| 26   | Pájara                              | Fuerteventura | 21.614    |
| 27   | Tías                                | Lanzarote     | 21.462    |
| 28   | Mogán                               | Gran Canaria  | 21.175    |
| 29   | Los Llanos de Aridane               | La Palma      | 20.283    |
| 30   | San Bartolomé                       | Lanzarote     | 19.443    |
| 31   | Santa Brígida                       | Gran Canaria  | 18.551    |
| 32   | Yaiza                               | Lanzarote     | 18.113    |
| 33   | El Rosario                          | Teneriffa     | 17.983    |
| 34   | Tuineje                             | Fuerteventura | 16.454    |
| 35   | Santa Cruz de La Palma              | La Palma      | 15.565    |
| 36   | Santa Úrsula                        | Teneriffa     | 15.386    |
| 37   | Santa María de Guía de Gran Canaria | Gran Canaria  | 14.135    |
| 38   | Antigua                             | Fuerteventura | 13.832    |
| 39   | Teror                               | Gran Canaria  | 12.878    |
| 40   | Santiago del Teide                  | Teneriffa     | 12.373    |
| 41   | Tegueste                            | Teneriffa     | 11.405    |
| 42   | San Sebastián de La Gomera          | La Gomera     | 9.562     |
| 43   | Valverde                            | El Hierro     | 5.268     |

### Religion

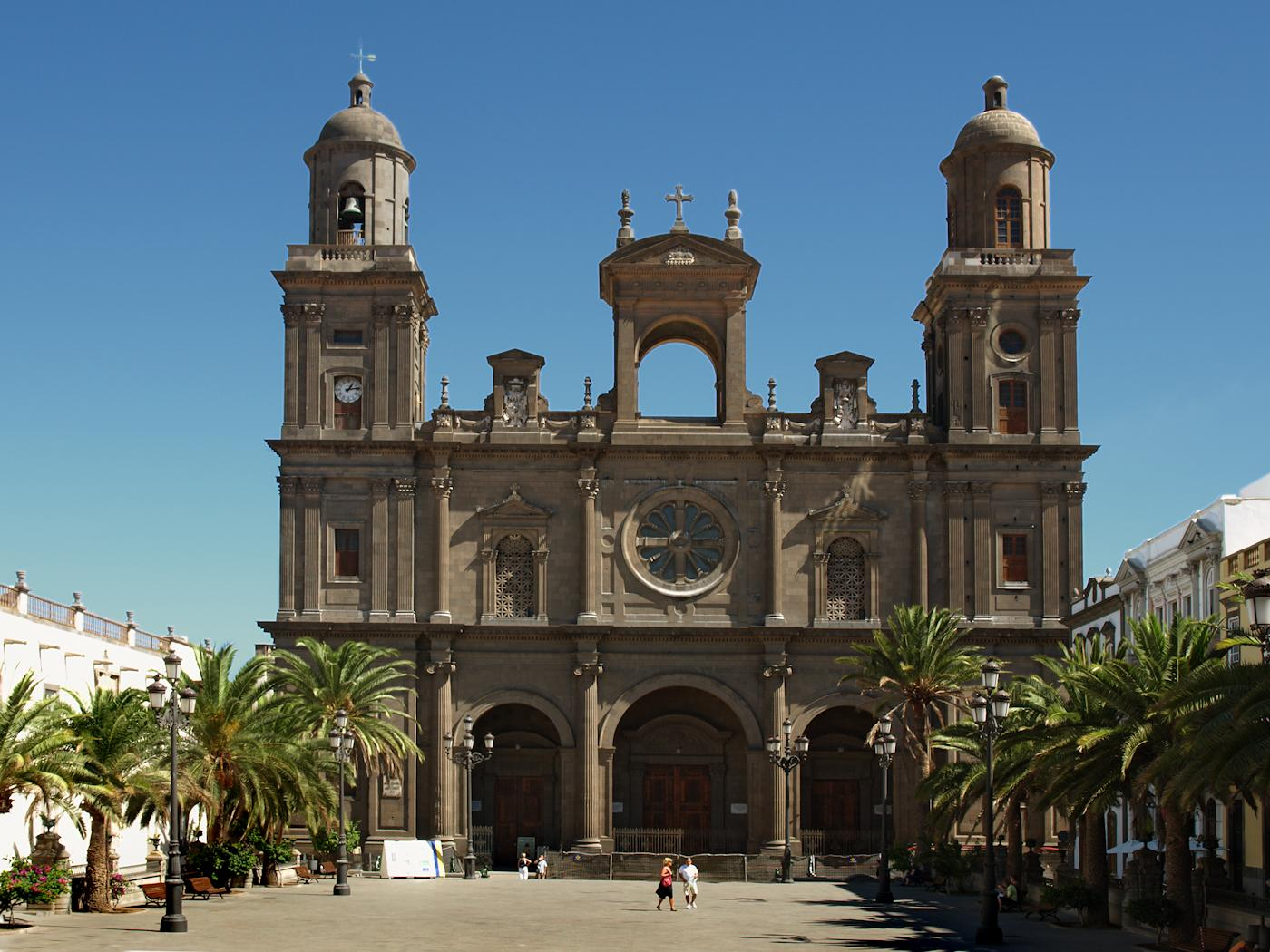
Kathedrale Santa Ana in Las Palmas

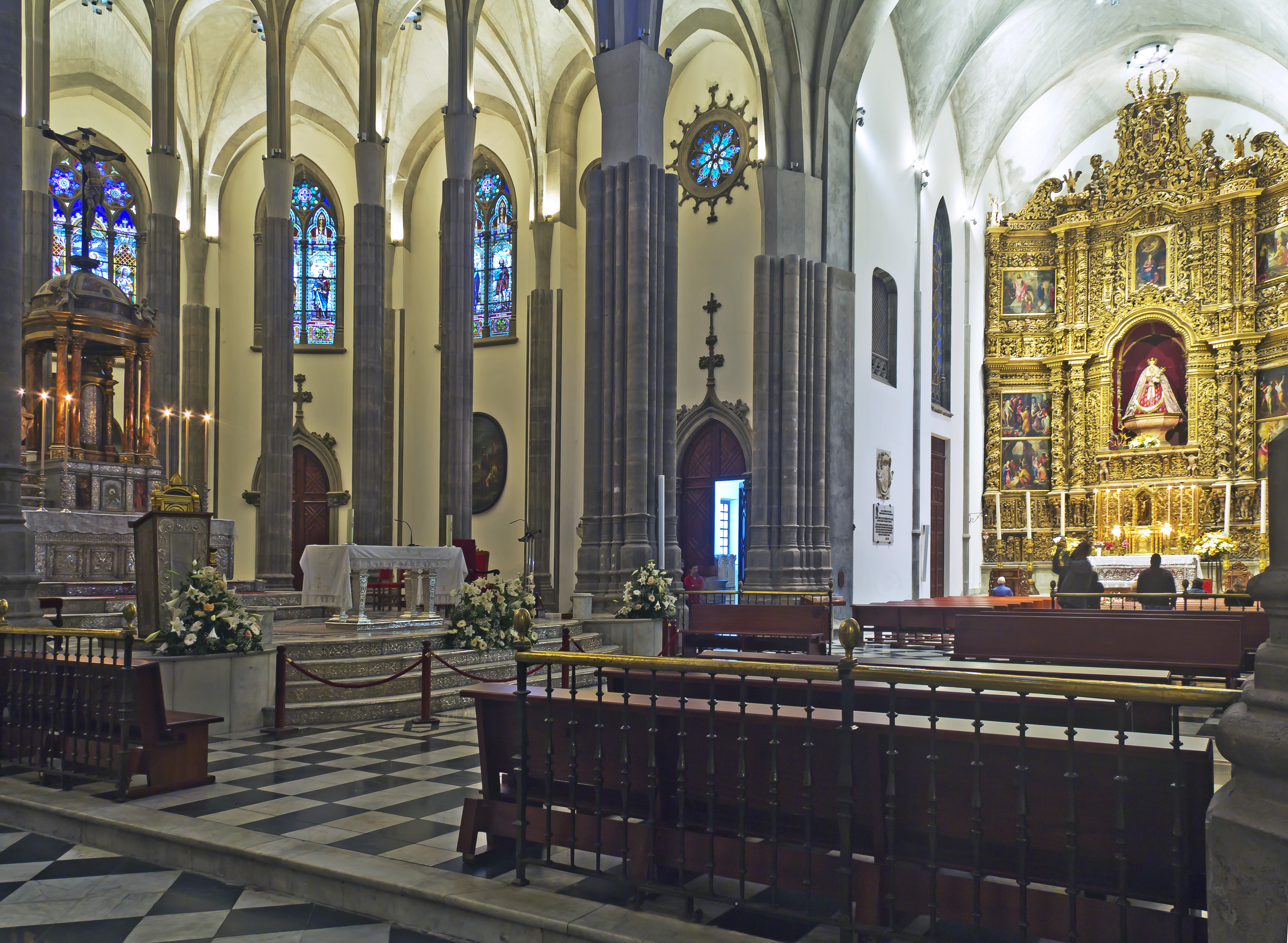
Hauptaltar und Retablo de la Virgen de los Remedios der Kathedrale in La Laguna

Der größte Teil der kanarischen Bevölkerung ist römisch-katholisch getauft. Gemäß einer Erhebung anlässlich der Regional- und Kommunalwahlen im Jahr 2019 bekennen sich 77 % der Bevölkerung zum römisch-katholischen Glauben, wobei eine Mehrheit der Katholiken angibt, den Gottesdienst (abgesehen von gesellschaftlichen Anlässen wie beispielsweise Hochzeiten) nur selten oder nie zu besuchen. Die Anzahl der Kultstätten wurde 2012 in einer Untersuchung festgestellt. Evangelische Kirchen 155, Zeugen Jehovas 45, Muslime 29, Buddhisten 14, Adventisten 10, Mormonen 9, Bahá'í 8, Anglikaner 5, Juden 5.
Römisch-katholische Kirche
Die römisch-katholische Kirche auf den Kanaren besteht seit der Aufteilung eines bis dahin gemeinsamen Bistums im Jahre 1819 aus zwei dem Erzbistum Sevilla als Suffraganbistümer unterstellten Diözesen:
Die Diözese der Kanarischen Inseln (Diócesis de Canarias) erstreckt sich über die Provinz Las Palmas und ist damit für die östlichen Inseln Lanzarote, Fuerteventura und Gran Canaria zuständig. Bischofskirche ist die Kathedrale Santa Ana. Sitz des Bischofs ist der Bischofspalast (Palacio Episcopal) an der Plaza de Santa Ana gegenüber der Kathedrale.
Die Diözese San Cristóbal de La Laguna (Diócesis Nivariense oder Diócesis de Tenerife) wurde am 1. Februar 1819 von Papst Pius VII. errichtet und ist mit dem Gebiet der Provinz Santa Cruz de Tenerife deckungsgleich. Sie hat ihren Sitz in San Cristóbal de La Laguna auf Teneriffa und ist für die westlichen Inseln Teneriffa, La Palma, La Gomera und El Hierro zuständig. Die Kathedrale von San Cristóbal de La Laguna war vor der Aufteilung des Archipels auf zwei Diözesen eine Gemeindekirche. Der Wohnsitz des Bischofs und Sitz des Ordinariates ist der Palacio Salazar.
Die Jungfrau von Candelaria ist die Schutzheilige der Kanarischen Inseln. Ihr zu Ehren wurde in der Gemeinde Candelaria die Basilika von Candelaria als Wallfahrtskirche gebaut.
Die beiden von der katholischen Kirche heiliggesprochenen Missionare in Brasilien und Guatemala José de Anchieta (1534–1597) und Peter von Betancurt (1626–1667) waren auf Teneriffa geboren und werden an ihren Geburtsorten verehrt.

### Sprache
Die offizielle Landessprache auf den Kanarischen Inseln ist heute Spanisch. Die auf der kanarischen Inselgruppe gesprochene Art der spanischen Sprache bildet zusammen mit dem in Andalusien und Mittel- und Südamerika gesprochenen Spanisch eine Sprachgruppe, die mit dem Begriff Atlantisches Spanisch (español atlántico) oder Südliches Spanisch (español meridional) bezeichnet wird. Typische Besonderheiten sind das häufige Fehlen des Buchstabens s in der Aussprache besonders am Wortende und der Ersatz der 2. Person Plural durch die 3. Person Plural. Es gibt auch einige Wörter, die auf dem Festland nicht gebräuchlich sind. (Beispiel: guagua statt autobús).
Vor der spanischen Eroberung wurde auf jeder Kanareninsel eine eigene Varietät der Sprache Guanche gesprochen. Durch die systematische Vernichtung der Kultur der Altkanarier durch die Eroberer im 15. und 16. Jahrhundert sind nur noch wenige Sprachstücke überliefert. Dabei handelt es sich in erster Linie um Ortsbezeichnungen und Namen endemischer Pflanzen. Zudem wurden in Stein geritzte Zeichen gefunden, die große Ähnlichkeit mit dem Libysch-Berberischen haben. Es handelt sich dabei aber nicht um zusammenhängende Texte. Auf der Insel La Gomera hat sich eine Kommunikationsform der Ureinwohner erhalten, bei der die akustischen Merkmale einer gesprochenen Sprache durch Pfiffe dargestellt werden. Die Basissprache des Silbo Gomero ist heute nicht mehr Guanche, sondern Spanisch.

## Geschichte

### Antike
Die Straße von Gibraltar bildete in der griechisch-römischen Antike die Grenze der bewohnten Welt. Dahinter, im äußersten Westen, der Gegend, in der die Sonne unterging, lag nach der griechischen Mythologie die Welt der Finsternis. Gemäß dem Mythos muss Herakles im Laufe seiner Arbeiten über die Säulen des Herakles hinausfahren. Er beschafft dort für die Göttin Athene die Unsterblichkeit bringenden Äpfel der Hesperiden mit Hilfe des Titanen Atlas, dem Herakles solange das Himmelsgewölbe abnimmt. Ebenso wurde im Atlantik das Heim der Gorgo Medusa verortet, der Perseus im Mythos das Haupt abschlägt, wobei er sich mit einer Tarnkappe gegen ihren versteinernden Blick wappnet. Ferner vermuteten die griechischen Dichter im Atlantik die Elysischen Gefilde, auf die jene Helden entrückt wurden, die von den Göttern geliebt wurden oder denen sie Unsterblichkeit schenkten. Bei diesen Inseln handelte es sich um die Glücklichen Inseln. Ein großer Teil der Begriffe der griechischen Mythologie wurde später auf die Kanarischen Inseln, aber auch auf Madeira oder die Kapverdischen Inseln bezogen, die ebenfalls im Westen jenseits der Säulen des Herakles liegen.
Erste historisch glaubhafte Berichte über Fahrten durch die Straße von Gibraltar in den Atlantik stammen aus dem 5. Jahrhundert v. Chr. von den karthagischen Seefahrern Hanno und Himilkon (beide Berichte sind heute verloren), von der Küstenbeschreibung (Periplus) des Pseudo-Skylax sowie von dem Griechen Pytheas, den Herodot ebenso erwähnt wie Hannos Reise. Herodot berichtet in seinen Historien zudem, dass Phönizier schon um etwa 600 v. Chr. im Auftrag des ägyptischen Pharaos Necho II. von Ost nach West um Afrika gesegelt seien. Da Herodot schreibt, die Phönizier hätten hinterher berichtet, die Sonne dabei zeitweilig auf der anderen Seite des Himmels gesehen zu haben, müssen die Seefahrer tatsächlich zumindest den Äquator überquert haben.

Römische Quellen erwähnten die Kanarischen Inseln erstmals ausdrücklich in der Kaiserzeit, namentlich bei Pomponius Mela und Plinius dem Älteren; sie identifizierten sie als die „Inseln der Glückseligen“ (Fortunatae insulae). Plinius der Ältere bezieht sich dabei auf Beschreibungen des mauretanischen Königs Juba II., der nach dem Jahr 25 v. Chr. die Fortunatae insulae erforschen ließ. Plinius unterscheidet klar die vergleichsweise gut bekannten Fortunatae insulae von den Gorgonen-Inseln (Gorgaden, das heißt Kapverden, gegenüber dem als Hesperu Ceras bezeichneten Cap Vert in Senegal) und von den Hesperiden. Nördlich der Kanaren liegen nach Plinius die Insel Atlantis (Madeira) und die Purpur-Inseln.

### Erste Besiedlung
Über die Herkunft der Ureinwohner der Kanarischen Inseln, der Altkanarier, aber auch über die Art und Weise, wie sie auf die Inseln gelangten, gibt es viele Spekulationen und Vermutungen. Archäologische Fundstücke auf Lanzarote, die auf die Zeit des 10. Jahrhunderts v. Chr. datiert werden, führen dazu, dass heute die Hypothese vertreten wird, dass die ersten Kontakte der Phönizier, vermutlich mit der Gründung eines Stützpunktes auf dieser Insel, etwa zur gleichen Zeit wie die Gründung von Lixus und Gades (etwa im 10. Jahrhundert v. Chr.) stattfand. Dabei handelte es sich zu Beginn nicht um Siedlungen, die sich selbst unterhalten konnten, sondern sie waren von regelmäßigen Kontakten zum Mittelmeergebiet abhängig.
Durch archäologische Funde lässt sich auf den meisten Inseln eine dauerhafte Besiedlung spätestens ab dem 3. Jahrhundert v. Chr. nachweisen. Die Siedler kamen mit großer Wahrscheinlichkeit aus den damals unter römischer Oberhoheit stehenden Gebieten Nordafrikas und Südspaniens. Bei der Ansiedlung handelte es sich nicht um eine einmalige Aktion. In einem kontinuierlichen Vorgang wurden unterschiedliche Gruppen von Siedlern mit der für sie notwendigen Ausrüstung auf die Inseln gebracht. Archäologische Funde zeigen, dass zumindest zwischen dem 1. Jahrhundert v. Chr. und dem 3. Jahrhundert n. Chr. enge Wirtschaftsbeziehungen zwischen den Kanarischen Inseln und Teilen des römischen Kulturkreises bestanden. Ab der römischen Reichskrise des 3. Jahrhunderts wurden diese Beziehungen weniger, bis sie, spätestens im 4. Jahrhundert, vollständig eingestellt wurden. Da die Bewohner der Inseln keine Fähigkeiten im Schiffbau und keine Kenntnisse der Navigation besaßen, brachen zu dieser Zeit auch die Beziehungen der Inseln untereinander ab.

### Zeit der isolierten Entwicklung

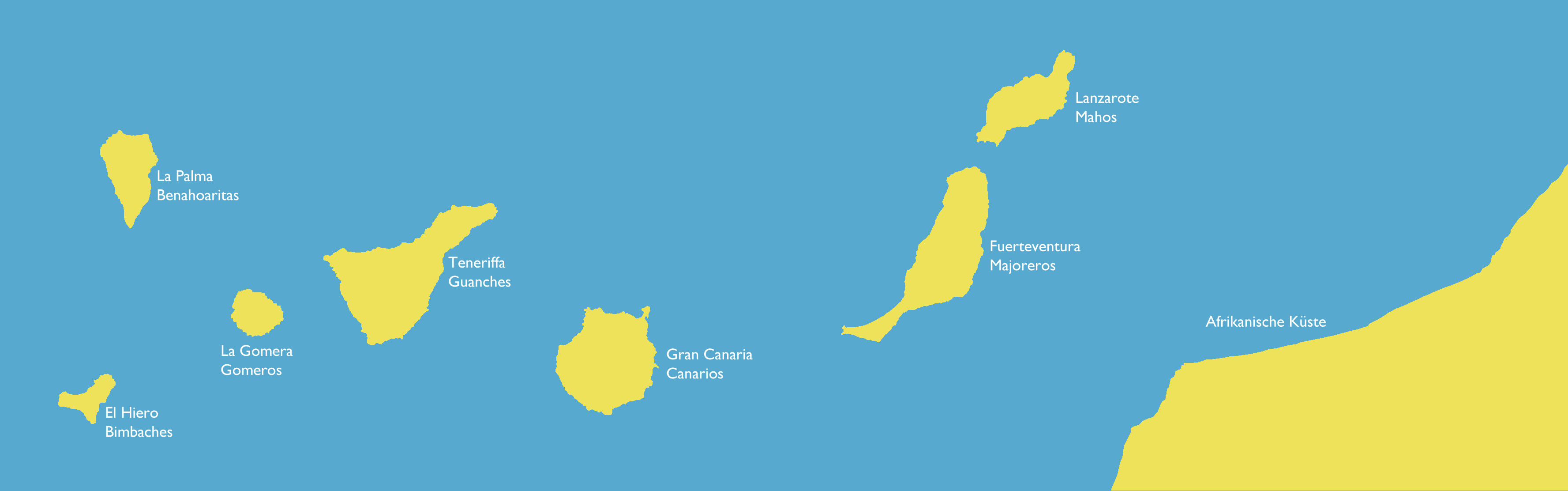
Urbevölkerungen der Kanarischen Inseln

In der Zeit vom 4. Jahrhundert bis zur Wiederentdeckung der Kanarischen Inseln durch die Europäer im 14. Jahrhundert entwickelten sich auf den einzelnen Inseln unabhängig voneinander unterschiedliche Kulturen. Trotz gemeinsamer Grundlagen wiesen sie so viele Besonderheiten auf, dass sie nicht als eine einheitliche „Kultur der Guanchen der Kanarischen Inseln“ zu betrachten sind. Es gab die Kultur der Majos auf Lanzarote, die der Majoreros auf Fuerteventura, die der Bimbaches auf El Hierro, die der Gomeros auf La Gomera, die der Canarios auf Gran Canaria, die der Benahoaritas auf La Palma und die der Guanchen auf Teneriffa. Die Benennung der Ureinwohner aller Inseln mit der Bezeichnung der Ureinwohner der Insel Teneriffa, als Guanchen, die lange Zeit üblich war, ignoriert die differenzierten kulturellen Entwicklungen auf den verschiedenen Inseln. Diese ergaben sich aus der Verschiedenartigkeit der Topografie, der Fruchtbarkeit der Böden, des Klimas, der Fläche der Inseln und der Größe der Gesamtbevölkerung.
Aussehen
Das Aussehen der Ureinwohner der Inseln wurde seit Beginn des 14. Jahrhunderts von den Besuchern unterschiedlich beschrieben. In einigen Berichten wird besonders die helle Haut genannt, die für die Europäer daher so erstaunlich erschien, weil sie so weit im Süden vor der afrikanischen Küste mit dunkelhäutigen Afrikanern rechneten. Aus anthropologischen Untersuchungen der menschlichen Überreste, die auf den Inseln gefunden wurden, ergibt sich, dass die Altkanarier dunkle Haare hatten und nur in wenigen Fällen, besonders als Kinder blond waren. Blaue Augen kamen vor, waren aber nicht die Regel. Mit einer Körpergröße von etwa 1,70 m waren die Altkanarier größer als die durchschnittlichen Kastilier des 15. Jahrhunderts. Die schriftlichen Überlieferungen machen über die Bekleidung der Ureinwohner der Inseln widersprüchliche Angaben. Während ältere Informationen meist die vollkommene Nacktheit erwähnen, wird später von Bekleidung aus Fellen und gegerbtem Leder berichtet.
Sprache
Die Sprachen der Ureinwohner, die zusammenfassend als Guanche bezeichnet werden, waren so unterschiedlich, dass die Europäer, die im 15. Jahrhundert die Inseln unterwarfen, feststellen mussten, dass ihre Dolmetscher, die auf der einen Insel Kontakte zu den Ureinwohnern herstellten, die Bewohner der anderen Inseln nicht verstanden. Nach der Eroberung und der erzwungenen Assimilierung der Urbevölkerung im 15. Jahrhundert waren die Sprachen spätestens am Ende des 16. Jahrhunderts verschwunden. Durch die Untersuchung von alten Ortsbezeichnungen, Bezeichnungen von Objekten und Personennamen konnte eine Verwandtschaft der Sprachen mit den Berbersprachen festgestellt werden.
Sozialordnung
Jede Insel hatte ein eigenes System der sozialen und politischen Organisation, das sich nicht in allen seinen Elementen in der benachbarten Gemeinschaft wiederholte. Das Sozialsystem der stark bevölkerten Inseln Teneriffa und Gran Canaria war erheblich stärker durch hierarchische Unterschiede geprägt als das der nur gering bevölkerten Inseln wie El Hierro. Die Bedeutung der Frauen in diesen Sozialsystemen ist nicht durch zeitgenössische Berichte belegt. Zumindest auf einigen Inseln wurden die soziale Stellung und der Besitz matrilinear weitergegeben. Auf Gran Canaria, Teneriffa und Fuerteventura gibt es Anzeichen dafür, dass Frauen auch Funktionen im Bereich der Religion ausübten.
Ernährung
Lebensgrundlage auf allen Inseln war die Haltung von Ziegen, Schafen und Schweinen. Darüber hinaus war das Sammeln und auf einigen Inseln der Anbau von Getreide, besonders einer speziellen Art von Gerste, eine wichtige Nahrungsquelle. Die Körner wurden geröstet, mit Handmühlen gemahlen und als Gofio gegessen. Für den Anbau des Getreides gab es auf einigen Inseln Bewässerungssysteme. Die Lagerhaltung und die Aufbewahrung von Getreidereserven und Saatgut war, der Bedeutung der Agrarwirtschaft entsprechend, unterschiedlich geregelt. Fischfang fand nur im nahen Uferbereich statt. Außer den damals auf Lanzarote und Fuerteventura und der dazwischen liegenden Insel Lobos vorkommenden Mönchsrobben gab es als jagdbares Wild nur Eidechsen und Vögel. Darüber hinaus waren die Früchte der Kanarischen Dattelpalme, die, wie wahrscheinlich auch Feigen, auf den Inseln wild wuchsen, Teil der Ernährung.
Religion
Die ersten Aussagen über den Glauben der Ureinwohner der Kanarischen Inseln finden sich in der päpstlichen Bulle Ad hoc semper von Urban V. (1369). In diesem Dokument wurde festgestellt, dass die Bewohner dieser Inseln Anbeter der Sonne und des Mondes waren. Von den verschiedenen Gruppen der Ureinwohner auf den Inseln sind unterschiedliche Namen für die oberste Gottheit überliefert. Die Forschung geht davon aus, dass es sich dabei nicht nur um unterschiedliche Bezeichnungen ein und derselben Gottheit handelte, sondern dass die Ureinwohner mit den Namen auch sehr unterschiedliche Vorstellungen verbanden.
Bestattung
Der größte Teil der Beisetzungen der Altkanarier fand vermutlich in Höhlen statt. Auf verschiedenen Inseln wurden auch Erdgräber und Hügelgräber gefunden. Auf den Inseln El Hierro, Teneriffa, La Palma, Fuerteventura und Lanzarote gibt es archäologische Hinweise auf Feuerbestattungen. Konservierungen der Leichname durch Trocknen oder zusätzliche Mumifizierungen sind von einigen Inseln bekannt. Die Verstorbenen wurden offenbar entsprechend ihrem sozialen Status getrocknet oder mumifiziert und in eine große Anzahl von Ziegenfellen eingenäht. Die Bedeutung, die eine Person zu Lebzeiten hatte, zeigt sich auch in der Reichhaltigkeit der Grabbeigaben. In der Archäologie gelten Grabbeigaben als offensichtlicher Beweis für den Glauben an ein Leben nach dem Tod.
Wohnstätten
Auf den Kanarischen Inseln gibt es aufgrund des vulkanischen Ursprungs eine große Anzahl von Blasenhöhlen und Lavaröhren. Der größte Teil der Altkanarier lebte in natürlichen Höhlen. Auf Gran Canaria wurde eine große Anzahl von künstlichen Höhlen gefunden. Auf den Inseln, auf denen es aufgrund der geologischen Gegebenheiten weniger geeignete Höhlen gibt, oder in Gebieten, die ohne das Vorhandensein von Höhlen günstige Lebensbedingungen boten, bauten die Ureinwohner auch Häuser aus Stein. Bauart, Größe und Grundriss der Gebäude sind auf jeder Insel unterschiedlich. Gemeinsam ist nur, dass die Wände aus Trockenmauerwerk errichtet wurden.
Gegenstände des täglichen Gebrauchs
Da es auf den Kanarischen Inseln keine nutzbaren Metalllagerstätten gibt, besaßen die Ureinwohner keine Gegenstände aus Metall. Die Schneidewerkzeuge bestanden aus Feuerstein und auf einigen Inseln aus Obsidian. Speere, Spieße und Hirtenstäbe wurden aus Holz hergestellt. Die Spitzen wurden im Feuer gehärtet. Gefäße aus Keramik, die ohne Töpferscheibe hergestellt wurden, sind von allen Inseln bekannt. Sie wurden für den Transport von Flüssigkeiten, die Lagerung von Vorräten, aber auch beim Rösten des Getreides für die Herstellung von Gofio verwendet. Bei den Formen als auch bei den Dekorationen bestehen zwischen den Produkten der Ureinwohner der verschiedenen Inseln kaum Ähnlichkeiten. Aus Tierknochen wurden in großen Mengen gefundene Ahlen hergestellt. Sie wurden verwendet, um Löcher zum Zusammenfügen des Leders für die Bekleidung zu stechen oder um Muscheln und andere Weichtiere zu öffnen und essbare Teile aus den Schalen herauszuholen. Es wurden auch aus Knochen hergestellte Angelhaken gefunden.
Felsbilder und Felsinschriften
Wandmalereien wurden bisher nur auf Gran Canaria gefunden. Einige Petroglyphen waren bereits im 18. Jahrhundert bekannt. Sie wurden von den damaligen Historikern als „reine Kritzeleien, Spiele des Zufalls oder der Fantasie der alten Barbaren“ beurteilt. Zu Beginn des 20. Jahrhunderts wurden auf allen Inseln weitere Fundstellen von Petroglyphen bekannt. Die Erforschung beschränkte sich weitgehend auf häufig fehlerhafte Wiedergaben, die mit Petroglyphen in Nordafrika, Europa und Amerika verglichen wurden. Ab dem Jahr 2008 wurden Projekte zur Inventarisierung der mehreren hundert bekannten Felsinschriften der Kanarischen Inseln durchgeführt, um alle Informationen über die Fundstellen zu sammeln und zu aktualisieren. Die Petroglyphen zeigen zum Teil großflächige geometrische Muster oder figurative Darstellungen. Auf allen Inseln haben die Ureinwohner Felsinschriften hinterlassen. Die Schriftzeichen werden zur Gruppe der libysch-berberischen Schriften gezählt und haben große Ähnlichkeit mit den Schriftzeichen, wie man sie auf alten Inschriften in Nordtunesien und Nordostalgerien gefunden hat.

### Wiederentdeckung der Kanarischen Inseln im 14. Jahrhundert
Im 14. Jahrhundert entwickelten Seefahrer der italienischen Handelszentren Initiativen, den Handel mit Indien durch den Seeweg um Afrika von den arabischen Ländern im vorderen Orient unabhängig zu machen. Die Fortschritte der Nautik ermöglichten es, die Kanarischen Inseln nicht nur zu erreichen, sondern auch einen Rückweg nach Europa zu finden. Von dem Genuesen Lancelotto Malocello wird angenommen, dass er auf der Insel Lanzarote eine Handelsstation errichtete. Ein Eintrag in einer Seekarte des mallorquinischen Kartografen Angelino Dulcert aus dem Jahr 1339 bezeichnet diese Insel als Insel des Genuesen Lancelotto Malocello. Sie trägt seither den Namen Lanzarote. In der Folge gab es verschiedene Reisen mit dem Ziel, die Inseln im Auftrag verschiedener Herrscher zu erforschen und zu erobern. Darüber hinaus gab es auch Unternehmungen mit dem Ziel, die Einwohner der Inseln zu fangen und als Sklaven auf den Märkten Spaniens und des Mittelmeerraums zu verkaufen.
Der Navigator der 1341 von dem portugiesischen König Alfons IV. ausgerüsteten Forschungsreise zu den Kanarischen Inseln, der Genuese Niccoloso da Recco, schrieb einen ausführlichen Bericht über die Inseln, in dem er auch Angaben über die Bevölkerung machte.
Im Jahr 1344 gründete Papst Clemens VI. das Fürstentum der Glücklichen Inseln als Lehen des Heiligen Stuhls. Er ernannte Luis de la Cerda, einen Adeligen, der den Königsfamilien Kastiliens und Frankreichs entstammte, zum Fürsten und übergab ihm eine goldene Krone und ein Zepter. Luis de la Cerda verpflichtete sich, seine Untertanen zum wahren Glauben zu bekehren. Nachdem er 1346 oder 1348 gestorben war, ohne sein Fürstentum gesehen zu haben, wurde dieses in keinem päpstlichen Dokument mehr genannt.
Als mallorquinische Gläubige einen Neubeginn der Christianisierung der Kanarischen Inseln mit friedlichen Mitteln planten, gab Papst Clemens VI. dazu seinen Segen und gründete 1351 das Bistum der Glücklichen Inseln (Fortunatae Insulae), das später den Namen Bistum Telde erhielt. Die friedliche Missionsarbeit durch Mallorquiner und Katalanen endete vermutlich 1393, als Einheimische als Reaktion auf räuberische Überfälle durch westeuropäische Piraten die Missionare umbrachten.

### Inbesitznahme der Inseln durch Kastilien

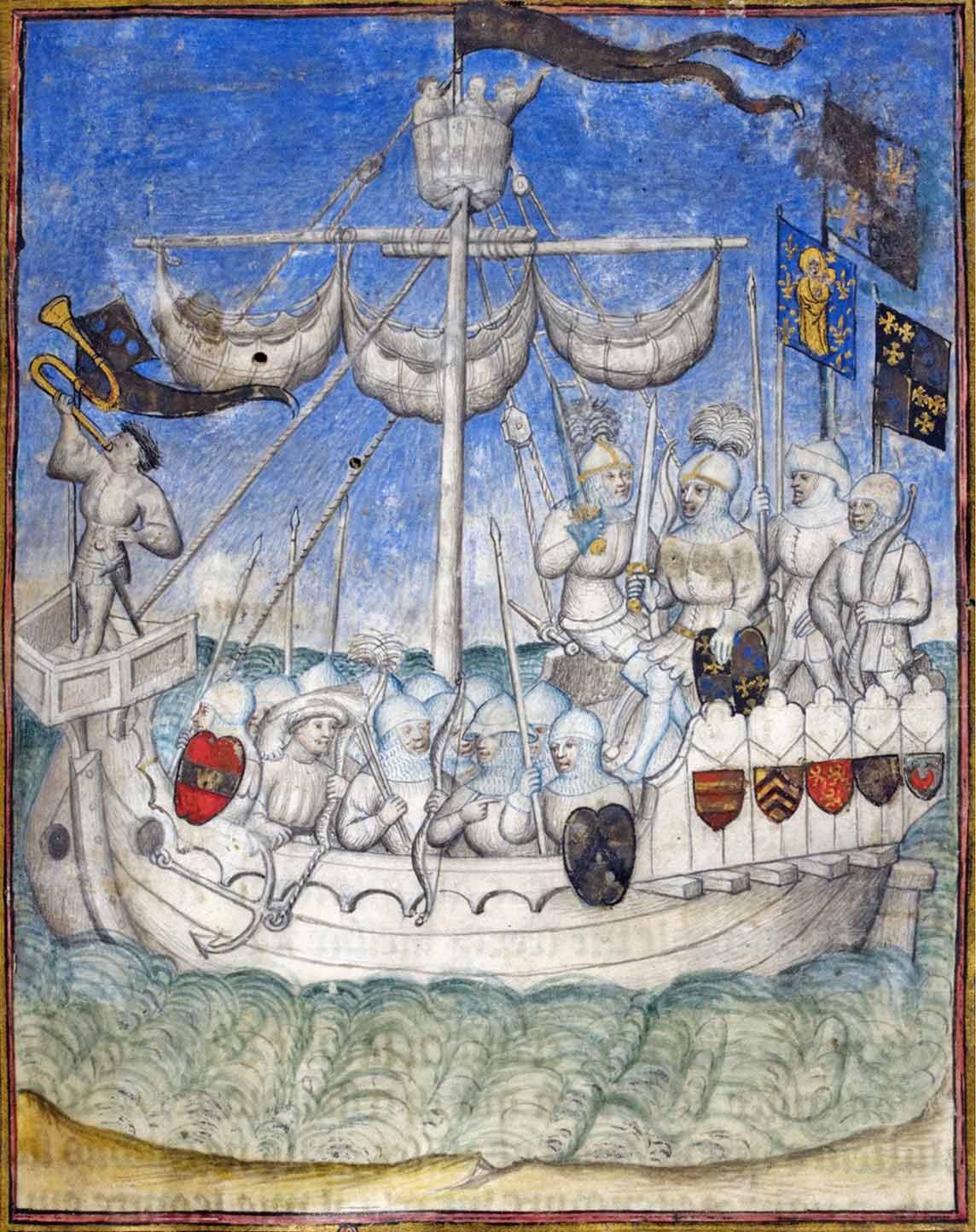
Darstellung des Schiffes aus dem Bericht „Le Canarien“

Im Jahr 1402 brachten die französischen Adeligen Jean de Béthencourt und Gadifer de La Salle die Insel Lanzarote durch den Abschluss von Verträgen mit den Ureinwohnern unter ihre Herrschaft. Da ihre Mittel für die Unterwerfung weiterer Inseln nicht ausreichten, unterstellte sich Jean de Béthencourt im Jahr 1403 als Vasall König Heinrich III. von Kastilien. Im Verlauf der nächsten Jahre gelang es ihm, meist nahezu kampflos, die Oberhoheit der Krone von Kastilien auch auf den Inseln Fuerteventura und El Hierro durchzusetzen. Die Inbesitznahme der Inseln La Gomera, Gran Canaria, Teneriffa und La Palma scheiterte am Widerstand der Einwohner. Über den Ablauf der Inbesitznahme gibt es einen Bericht mit dem Titel Le Canarien, der in zwei Versionen überliefert ist.
Am 7. Juli 1404 gründete Papst Benedikt XIII. ein neues Bistum für die Kanarischen Inseln auf der Insel Lanzarote, das Bistum San Marcial del Rubicón, ohne dabei einen Bezug auf das untergegangene Bistum Telde herzustellen.
Im Jahr 1418 übertrug Maciot de Béthencourt, ein Verwandter Jean de Béthencourts, die Ansprüche auf die Herrschaft über die Inseln auf Enrique de Guzmán, Graf von Niebla. Im Verlauf der nächsten Jahre gingen die Rechte mehrfach auf andere Personen über. Im Jahr 1445 erhielt Hernán Peraza (der Ältere, 1390–1452) die Regierungsgewalt über die eroberten Inseln und den Anspruch auf die noch zu erobernden Inseln. Seine Versuche die Inseln Gran Canaria, Teneriffa und La Palma zu erobern blieben erfolglos. Am Ende seines Lebens musste Hernán Peraza einsehen, dass das Unternehmen, die bevölkerungsreichen Kanarischen Inseln zu erobern, seine wirtschaftlichen Möglichkeiten überstieg. Seine Tochter Inés Peraza de las Casas erbte 1454 die Herrschaft. Im Jahr 1477 übernahmen die Katholischen Könige das Recht zur Eroberung der drei großen Inseln Gran Canaria, La Palma und Teneriffa wieder für die Krone von Kastilien. Sie entschädigten die Familie Peraza-Herrera mit fünf Millionen Maravedíes und dem Recht sich Grafen von Gomera und El Hierro zu nennen.

Erste Reise Kolumbus' in Richtung Westen auf Höhe der Kanarischen Inseln, nach den Vereinbarungen des Vertrages von Alcáçovas

Im Verlauf des Kastilischen Erbfolgekrieges versuchten die Katholischen Könige ihre Ansprüche auf ein Recht des Handels mit Afrika zu bekräftigen. Sie schickten Handelsflotten, die aus Schiffen von Händlern aus den Ländern der Krone von Kastilien bestanden, auf Fahrten, die über die Kanarischen Inseln an die Küste Afrikas gingen, um dort Waren gegen Gold und Sklaven einzutauschen. Alle Versuche Handelsbeziehungen zwischen Afrika und Kastilien aufzubauen wurden aber von Portugal mit militärischer Gewalt verhindert. Die Katholischen Könige mussten einsehen, dass sie das portugiesische Monopol auf den Afrikahandel nicht durchbrechen konnten. Daher verzichtete Kastilien in den Verträgen von Alcáçovas auf die Seefahrt südlich des Kaps Bojador und bekam dafür die Garantie auf die Herrschaft über die Kanarischen Inseln und einen Streifen der Afrikanischen Küste zwischen Kap Nun und Kap Bojador zugesprochen. Südlich des Kaps Bojador war kastilischen Schiffen jegliche Zufahrt verboten. Die erste Reise des Christoph Kolumbus verlief daher auch genau auf dieser Grenze nach Westen.
Während die Kanarischen Inseln im 14. bis 16. Jahrhundert hauptsächlich als Ausgangspunkt eines Handels mit Afrika gesehen wurde, bekamen sie nach 1492 eine Bedeutung als Ausgangspunkt für die Erschließung Amerikas. Der Hauptgrund dafür war, dass von den Inseln aus Wind und Strömung die Überfahrt nach Amerika leichter machten als von Europa aus. Auch zur Zeit der Dampfschifffahrt liefen die Verkehrswege über die Kanarischen Inseln, auf denen vor der Überfahrt nach Amerika Wasser und Kohle, die aus England importiert war, gebunkert werden konnte.

### Integration der Inseln in die Reiche der Krone von Kastilien
1478 begannen die Katholischen Könige damit, ihre Herrschaft auch über die Inseln Gran Canaria, La Palma und Teneriffa durchzusetzen. Durch Capitulaciones wurden die Kosten für die Eroberung nicht durch die Krone, sondern durch die Konquistadoren bzw. durch private Geldgeber aufgebracht. Diese sollten aus den zukünftigen Gewinnen der eroberten Territorien entschädigt werden. Nach einigen Schwierigkeiten gelang es bis 1483 die Insel Gran Canaria zu unterwerfen. Im Jahr 1493 eroberten Truppen unter dem Befehl von Alonso Fernández de Lugo die Insel La Palma. Bei der Unterwerfung der Einwohner der Insel Teneriffa wurden die Truppen 1494 in der Ersten Schlacht von Acentejo nahe dem heutigen Ort La Matanza de Acentejo von den Guanchen geschlagen. Bei einem neuen Angriff 1495 siegten die Truppen der Invasoren in der Schlacht von Aguere bei der heutigen Stadt La Laguna und der zweiten Schlacht von Acentejo bei der heutigen Stadt La Victoria. Die Guanchen ergaben sich 1496. Bei beiden Eroberungsfeldzügen kämpften auf der Seite der Kastilier auch Altkanarier von anderen Kanarischen Inseln und Mitglieder der Guanchenstämme aus dem Süden der Insel Teneriffa.
In der folgenden Zeit entwickelten sich die Kanarischen Inseln zu einem Teil des Königreiches Kastiliens bzw. zu einem gesonderten Königreich der Krone von Kastilien. Im Jahr 1494 erhielt Las Palmas de Gran Canaria Stadtrechte wie sie bei Städten in Kastilien üblich waren. Die städtischen Verwaltungen wurden nach dem Muster von Sevilla organisiert. Es galt kastilisches Recht. Die Altkanarier traten nicht, wie später die Ureinwohner Amerikas, als zu berücksichtigende ethnische Minderheit auf. Rechtliche Bestimmungen, die von den auf dem Festland gültigen abwichen, wie zum Beispiel das zeitweise gewährte Recht des direkten Handels mit Amerika, wurden mit der geografischen Lage gerechtfertigt.

### Kanarische Inseln als fester Bestandteil Spaniens
Während des Spanischen Erbfolgekrieges ließen sich die Einwohner auch durch den Angriff des englischen Admirals John Jennings auf Santa Cruz de Tenerife nicht von ihrer Unterstützung des Königs Philipp V. abbringen. Von den Koalitionskriegen auf der Iberischen Halbinsel gegen eine französische Machtübernahme in Spanien war die Inselgruppe aufgrund ihrer Lage kaum betroffen. In La Laguna bildete sich die „Junta Suprema de Canarias“ die auch in der Junta Suprema Central auf der Iberischen Halbinsel vertreten war. In den verfassungsgebenden Cortes von Cádiz waren die Kanarischen Inseln wie andere Teile Festlandspaniens vertreten. Bei der Neueinteilung des Königreiches Spanien in 49 Provinzen im Jahr 1833 stand die Provinz Santa Cruz de Tenerife, die damals noch alle Kanarischen Inseln umfasste, in einer Reihe mit den Provinzen der Halbinsel. Die Provinz Santa Cruz de Tenerife war, bei den Wahlen im 19. und zu Beginn des 20. Jahrhunderts, abgesehen von dem geografisch bedingten abweichenden Wahltermin, ein Wahlkreis wie alle anderen Provinzen.
Während der Zeit der Zweiten Republik wurden verschiedene Autonomiestatute für die Kanarischen Inseln entworfen von denen aber keines bis 1937 in Kraft treten konnte. Während des Spanischen Bürgerkriegs kam es auf den Kanarischen Inseln nicht zu kriegerischen Auseinandersetzungen; nur auf La Palma kam es zum Versuch, einen bewaffneten Widerstand aufzubauen. Sehr viele Anhänger der gewählten Regierung und Gegner der franquistischen Putsches wurden in besonders hierfür eingerichteten Lagern interniert. Viele wurden ermordet bzw. verschwanden. Während des Zweiten Weltkrieges waren die Inseln von nahezu allen wirtschaftlichen Beziehungen abgeschnitten. Sowohl die deutsche Wehrmacht als auch die Alliierten hatten Pläne, die Inseln als Stützpunkt zu besetzen. Nach dem Tod Francisco Francos beschloss nach einer regionalen Vorklärung durch die Junta de Canarias das Spanische Parlament 1982, wie für die anderen Comunidades Autónomas, für die Kanarischen Inseln ein erstes Autonomiestatut (ähnlich einer deutschen Landesverfassung). Die „Comunidad Autónoma de Canarias“ ist heute eine der 17 Autonomen Gemeinschaften Spaniens. Am 30. Mai 1983 trat das erste Parlament der Comunidad Autónoma de Canarias zusammen. Der 30. Mai, der Día de Canarias, ist seitdem der Feiertag der Kanarischen Inseln.

### Migranten aus Afrika
Die Inseln wurden und werden von Migranten aus Afrika mit Booten angesteuert; dabei queren sie den Kanarenstrom. 2005 waren es nach Angaben des spanischen Innenministeriums 4.751 Menschen. Im Jahr 2006 waren es fast 32.000 Migranten (Cayuco-Krise); im September wurden erstmals auch asiatische Migranten aufgegriffen. 2007 waren es etwa 10.000 illegale Migranten. Durch Maßnahmen wie Patrouillenboote und Abschiebevereinbarungen wurde die Zahl der Migranten im Jahr 2016 auf 663 Menschen reduziert.
Von Januar bis November 2020 landeten mehr als 18.000 Migranten auf den Kanaren. Sie starteten in Marokko, Mauretanien oder Senegal; einige stechen im 2400 Kilometer entfernten Gambia in See. Die COVID-19-Pandemie galt als ein Push-Faktor der Migration.
Vom 1. Januar bis zum 15. November 2023 haben laut dem spanischen Innenministerium (Ministerio del Interior) mehr als 32.430 Migranten die Kanaren per Boot erreicht. Hunderte Menschen ertranken bei dem Versuch, dorthin zu gelangen.
Laut Aussagen von José Antonio Rodríguez, dem Notfall-Einsatzleiter des Roten Kreuzes auf den Kanaren, wurden an den Küsten Kubas und Floridas senegalesische Boote mit mumifizierten Leichnamen von Flüchtlingen angeschwemmt, die nicht an den Kanaren anlanden konnten und daraufhin auf den offenen Atlantik getrieben wurden.

## Wappen und Symbole
Wappen
Das Wappen zeigt im blauen Wappenschild zweimal drei pfahlweise gestellte silberne Dreiecke und ein Dreieck im Schildfuß, die die sieben Hauptinseln symbolisieren. Eine goldene Krone ruht auf dem Schild, darüber im schwebenden silbernen Band die Devise in Majuskeln ‚Océano‘.
Schildhalter sind zwei braune Hunde mit blauem Halsband. Dem Wappen fehlt das Postament.
Flagge
Die Flagge der Kanarischen Inseln wurde 1982 im Artikel 6 des Autonomiestatutes der Comunidad Autónoma de Canarias festgelegt: „Die Flagge der Kanaren besteht aus drei gleichen, senkrechten Streifen. Die Farben sind, vom Flaggenmast aus gesehen, Weiß, Blau und Gelb.“
Hymne
Ein mit Arrorró betiteltes Stück aus Teobaldo Powers Orchesterwerk Cantos Canarios ist seit 2003 die Melodie der offiziellen Hymne der autonomen Gemeinschaft der Kanarischen Inseln. Der Text stammt von Benito Cabrera.
Offizielle Symbole
Im Jahr 1991 hat die Regierung der Kanarischen Inseln den Kanarengirlitz (Serinus canaria) und die Kanarische Dattelpalme (Phoenix canariensis) zu Symbolen der Kanarischen Inseln erklärt.

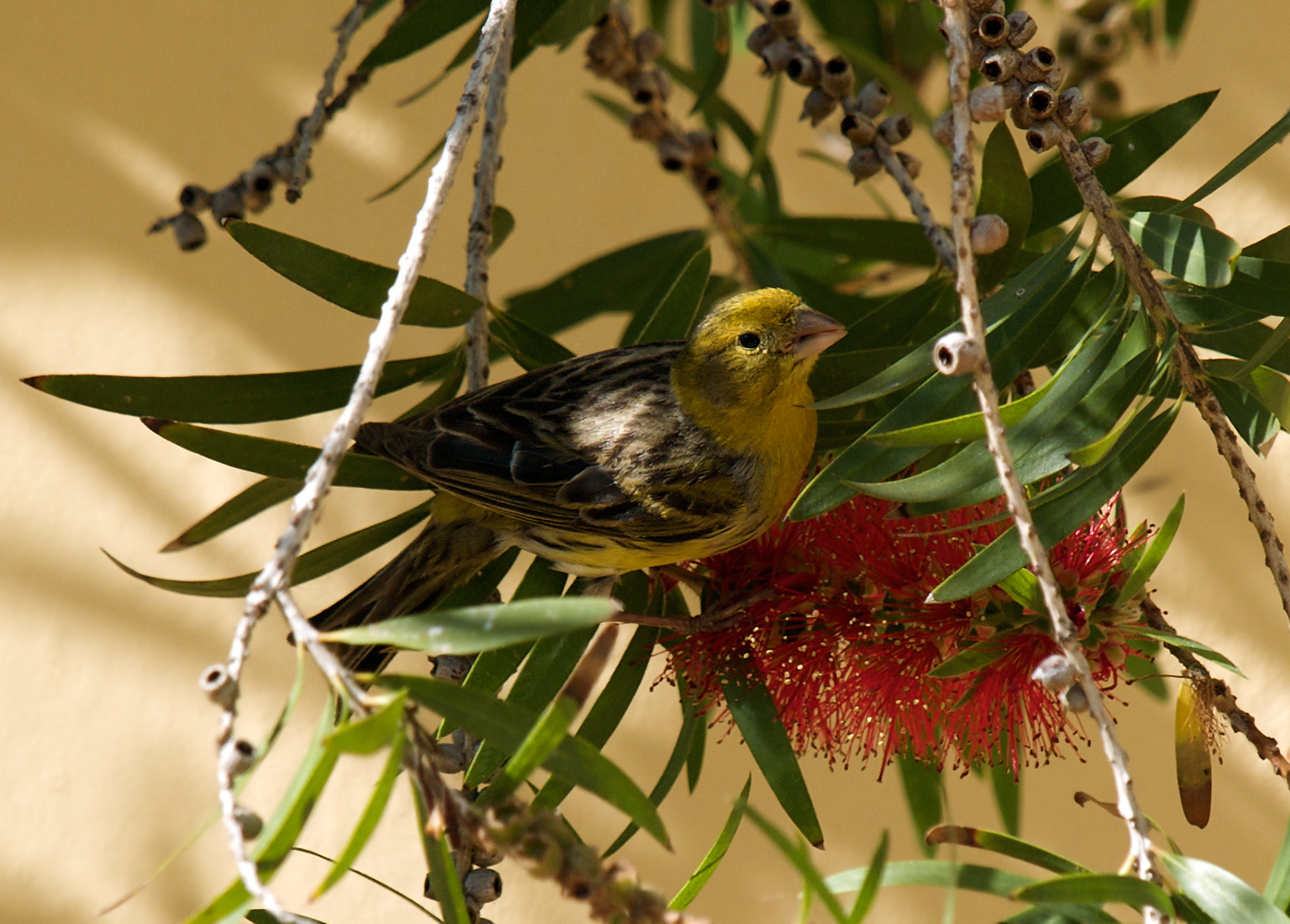
Kanarengirlitz
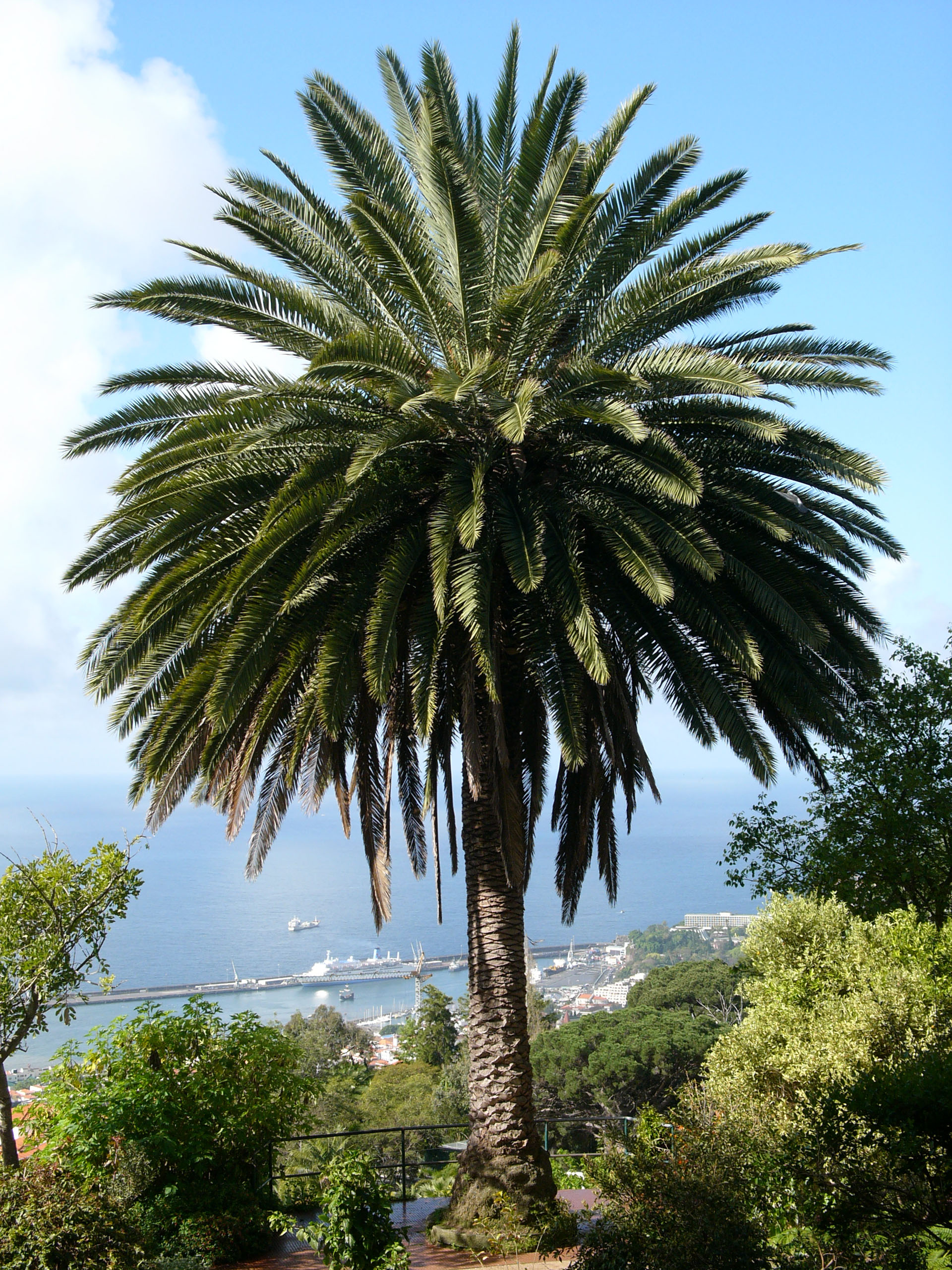
Kanarische Dattelpalme

## Regierung und Verwaltung

### Vertretung der Kanarischen Inseln im Parlament in Madrid (Cortes Generales)
Das gesamtspanische Parlament in Madrid (Cortes Generales) besteht aus zwei Kammern: dem Abgeordnetenhaus (350 Sitze) und dem Senat (266 Sitze).
- Abgeordnetenhaus: Die Bevölkerung der Kanarischen Inseln ist im Abgeordnetenhaus (Congreso de los Diputados) in Madrid durch 15 Abgeordnete vertreten. Im Wahlkreis, der die Provinz Las Palmas de Gran Canaria umfasst, werden acht Abgeordnete, im Wahlkreis, der die Provinz Santa Cruz de Tenerife umfasst, werden sieben Abgeordnete in einer Listenwahl nach dem Verhältniswahlrecht gewählt.

- Senat: Bei den Wahlen zum Senat wählen die Bewohner der Inseln Gran Canaria und Teneriffa je drei Senatoren, die von Fuerteventura, La Gomera, El Hierro, Lanzarote und La Palma je einen Senator in einer direkten Verhältniswahl. Drei weitere Senatoren werden vom Parlament der Autonomen Gemeinschaft der Kanarischen Inseln bestimmt.

### Autonome Gemeinschaft der Kanarischen Inseln

#### Hauptstädte
Die Städte Santa Cruz de Tenerife und Las Palmas de Gran Canaria sind die beiden Hauptstädte der Comunidad Autónoma de Canarias. Die im Estatuto de Autonomía (≈ Landesverfassung) verankerte Regelung wurde im Jahr 1997 durch das Gesetz sobre Sedes de los Órganos de la Administración Publica de la Comunidad Autónoma de Canarias (über den Sitz der Einrichtungen der öffentlichen Verwaltung der Autonomen Gemeinschaft der Kanarischen Inseln) präzisiert.
Der Sitz des Präsidenten der kanarischen Regierung wechselt für die Dauer der Wahlperiode zwischen den beiden Hauptstädten. Der Vizepräsident hat seinen Amtssitz in der anderen Stadt. Die Standorte der Consejerias (≈ Ministerien) werden nach dem Prinzip der Ausgewogenheit auf die beiden Hauptstädte verteilt. Als Sitz der Consejerias gilt die Stadt, in der sich das Technische Generalsekretariat, sein Haushaltsbüro und andere übergeordnete Einrichtungen befinden. Die Viceconsejerías, die Generaldirektionen und die ihnen gleichgestellten Verwaltungseinrichtungen haben ihren Sitz in der Stadt, die als Sitz der Consejería bestimmt ist. Sie können jedoch, wenn objektive organisatorische Umstände dagegen sprechen, in der anderen Hauptstadt angesiedelt werden. Die selbstständigen Körperschaften und öffentlichen Einrichtungen der Autonomen Gemeinschaft haben ihren Sitz an dem Ort, der im Gründungsgesetz festgelegt ist. Sind die Sitze im Errichtungsgesetz nicht ausdrücklich festgelegt, so werden sie durch Verordnung nach dem Sitz des Consejos bestimmt, dem sie angehören.
Der Oberste Gerichtshof der Kanarischen Inseln hat seinen Sitz in den beiden Hauptstädten des Archipels. Der Sitz des Gerichtspräsidenten ist in Las Palmas de Gran Canaria. In Santa Cruz de Tenerife befinden sich eine der Kammern des Verwaltungsgerichtes und eine des Sozialgerichtes.
Das Parlament der Comunidad Autónoma de Canarias hat seinen ständigen Sitz in Santa Cruz de Tenerife.

#### Parlament
Im Artikel 39 des Autonomiestatutes der Kanarischen Inseln vom November 2018 wurde das Wahlsystem zur Wahl des Parlamentes neu geregelt. Der erste Zusatzartikel des Statutes bestimmt das Wahlverfahren bis zum Inkrafttreten eines neuen Wahlgesetzes.
Wahlverfahren nach dem Autonomiestatut von 1982
Die Kanarischen Inseln haben ein Einkammerparlament. Wahlberechtigt sind alle volljährigen Spanier, die auf dem Gebiet der Kanarischen Inseln mit Erstwohnsitz gemeldet sind. Das Parlament wird in allgemeinen, direkten, gleichen, freien und geheimen Wahlen beschickt. Wahlkreise sind die einzelnen Inseln. Innerhalb dieser Wahlkreise werden die Abgeordneten in einer Verhältniswahl bestimmt. Nach dem Autonomiestatut muss das Parlament 50 bis 70 Abgeordnete haben.
Die Inseln entsenden entsprechend ihrer Einwohnerzahl unterschiedlich viele Abgeordnete in das Parlament:
- Teneriffa und Gran Canaria: je 15
- La Palma, Fuerteventura und Lanzarote: je 8
- La Gomera: 4
- El Hierro: 3
- 9 weiter Abgeordnete über das Gesamtergebnis auf den Kanaren[93]

Bei der Sitzverteilung werden nur die Parteien berücksichtigt, auf die auf der jeweiligen Insel mindestens 30 % oder aber auf den Kanaren insgesamt mindestens 6 % der Stimmen entfallen sind.
Der Sitz des Parlaments ist in Santa Cruz de Tenerife.
Parlament von 2019 bis 2023
Bei der Wahl vom 26. Mai 2019 haben 904.093 Wähler von 1.720.724 Wahlberechtigten ihre Stimme abgegeben, was einer Wahlbeteiligung von 56,1 % entspricht. Es formte sich eine Regierungskoalition aus PSOE mit Podemos, Nueva Canarias und der Agrupación Socialista Gomera, die aus folgender Sitzverteilung resultiert:
| Partei                                                                                     | Sitze | Anteil  |
| ------------------------------------------------------------------------------------------ | ----- | ------- |
| PSOE (sozialdemokratische Partei)                                                          | 25    | 29,22 % |
| Coalición Canaria-Partido Nacionalista Canario (CC) (konservativ-liberale Regional-Partei) | 20    | 23,13 % |
| Partido Popular (PP) (christlich-konservative Partei)                                      | 11    | 14,45 % |
| Nueva Canarias (NCa)                                                                       | 5     | 9,81 %  |
| Podemos                                                                                    | 4     | 8,45 %  |
| Ciudadanos                                                                                 | 2     | 6,87 %  |
| Agrupación Socialista Gomera                                                               | 3     | 0,67 %  |

#### Regierung
Die Regierung der Kanarischen Inseln besteht aus dem Präsidenten (Presidente del Gobierno), dem Vizepräsidenten und den Ministern (Consejeros).
Der Präsident wird vom Parlament gewählt. Er muss Mitglied des Parlaments sein und wird nach der Wahl vom König ernannt. Der Präsident ernennt und entlässt den Vizepräsidenten und die übrigen Regierungsmitglieder. Der Vizepräsident muss Mitglied des Parlamentes sein. Die Zahl der Regierungsmitglieder ist auf elf begrenzt.
Der Sitz des Präsidenten wechselt mit jeder Legislaturperiode des Parlamentes. In der Zeit von 2019 bis 2023 war der Sitz Santa Cruz de Tenerife (Presidencia del Gobierno de las Islas Canarias (Santa Cruz)), der des Vizepräsidenten Las Palmas de Gran Canaria.
Regierung seit 2023
Präsident der Autonomen Gemeinschaft der Kanarischen Inseln ist seit Juli 2023 Fernando Clavijo Batlle der Partei Coalición Canaria.
| Amtsbezeichnung (Deutsch / Spanisch) | Name (Partei)                                          |
| --- | ------------------------------------------------------ |
| Ministerpräsident Presidente | Fernando Clavijo Batlle (CC)                           |
| Vizepräsident und Finanzminister Vicepresidente y Consejero de Hacienda, Presupuestos y Asuntos Europeos                                                                       | Román Rodríguez Rodríguez (CC)                         |
| Minister für öffentliche Verwaltung, Justiz und Sicherheit Consejero de Administraciones Públicas, Justicia y Seguridad                                                        | Julio Manuel Pérez Hernández (PSOE)                    |
| Gesundheitsministerin Consejera de Sanidad | Carolina Darias San Sebastián (PSOE, seit Januar 2021) |
| Ministerin für Bildung, Kultur und Sport Consejera de Educación, Universidades Cultura y Deportes                                                                              | Manuela de Armas Rodríguez (PSOE, seit Juni 2020)      |
| Ministerin für Wirtschaft, wirtschaftliche Beziehungen und Arbeit Consejera de Economía, Conocimiento y Empleo                                                                 | Elena Máñez Rodríguez (PSOE, seit Januar 2020)         |
| Ministerin für Soziales, Gleichstellung, Vielfalt und Jugend Consejera de Derechos Sociales, Igualdad, Diversidad y Juventud                                                   | Noemí Santana Perera (Podemos)                         |
| Ministerin für Landwirtschaft, Viehzucht und Fischerei Consejera de Agricultura, Ganadería y Pesca                                                                             | Alicia Vanoostende Simili (PSOE)                       |
| Ministerin für Tourismus, Industrie und Handel Consejera de Turismo, Industria y Comercio                                                                                      | Yaiza Castillo Herrera (ASG)                           |
| Minister für öffentliche Arbeiten, Verkehr und Wohnungswesen Consejero de Obras Públicas, Transportes y Vivienda                                                               | Sebastián Franquis Vera (PSOE)                         |
| Minister für ökologischen Wandel, Bekämpfung des Klimawandels und Raumplanung Consejería de Transición Ecológica, Lucha contra el Cambio Climático y Planificación Territorial | José Antonio Valbuena Alonso (PSOE)                    |

Wahlen 2023
Bei den Wahlen am 28. Mai 2023 erreichte PSOE 23, CCA 19, PP 15, VOX 4, ASG 3, NC-BC 5, AHI 1 Sitze im Parlament.

### Provinz
Im Jahr 1927 wurden die seit 1833 bestehende Provinz Santa Cruz de Tenerife (Provinzen wurden üblicherweise nach der Provinzhauptstadt benannt) aufgeteilt und damit eine neue Provinz Las Palmas de Gran Canaria geschaffen. Über diesen beiden Provinzen gab es auf den Kanarischen Inseln keine übergeordnete Verwaltungseinheit. Die Regierung in Madrid war in beiden Provinzen durch einen Zivilgouverneur vertreten.
Die Verfassung des Königreichs Spanien von 1978 sieht in Artikel 141 Provinzen grundsätzlich als Verwaltungseinheiten mit einem Provinzialrat und eigener Provinzverwaltung vor. Im Absatz 4 des Artikels wird allerdings für die „archipiélagos“, also für die Balearischen Inseln und die Kanarischen Inseln, die Bildung von Inselregierungen („Consejos“ bzw. „Cabildos“) bestimmt. Daraus ergibt sich, dass die Einteilung der Kanarischen Inseln in Provinzen nahezu bedeutungslos ist, da es keine Provinzverwaltungen gibt. Die Provinzen sind weiterhin Wahlkreise bei der Wahl zum gesamtspanischen Parlament (Cortes Generales).
| Flagge                                    | Provinz                  | Hauptstadt                 | Cod INE                  | Anzahl Comarcas | Anzahl Gerichts- bezirke | Anzahl Gemeinden | Einwohner (2024) | Fläche (km²) | Dichte (Einw./km²) |
| ----------------------------------------- | ------------------------ | -------------------------- | ------------------------ | --------------- | ------------------------ | ---------------- | ---------------- | ------------ | ------------------ |
| Flagge der Provinz Las Palmas             | Las Palmas               | Las Palmas de Gran Canaria | 35000                    | 12              | 7                        | 34               | 1,154,453        | 4.069,72     | 284                |
| Flagge der Provinz Santa Cruz de Tenerife | Santa Cruz de Tenerife   | Santa Cruz de Tenerife     | 38000                    | 15              | 12                       | 54               | 1,074,409        | 3.375,87     | 318                |
| Gesamt Kanarische Inseln                  | Gesamt Kanarische Inseln | Gesamt Kanarische Inseln   | Gesamt Kanarische Inseln | 27              | 19                       | 88               | 2,228,862        | 7.445,59     | 299                |

|  |  |  |

### Cabildo Insular
Die Verfassung von 1978 sieht für die Kanarischen Inseln Cabildos Insulares als auf die einzelnen Inseln begrenzte Regierungs-, Verwaltungs- und Repräsentationsorgane vor. Die Cabildos werden in allgemeinen Wahlen gewählt.

### Stadt
Die Verfassung von 1978 garantiert die Selbständigkeit der Städte. Das Rathaus (Ayuntamiento) besteht aus der Ratsversammlung (Pleno) und der Stadtregierung (Junta de Gobierno Local).
Die Ratsversammlung wird in allgemeiner, gleicher, freier, direkter und geheimer Wahl beschickt. Bei dieser Wahl sind auch Bürger der Europäischen Union wahlberechtigt, wenn sie mit ihrem ersten Wohnsitz in der Gemeinde gemeldet sind (sogenannte Residentes). Der Bürgermeister ist Vorsitzender der Ratsversammlung (Presidente del Ayuntamiento).
Die Stadtregierung besteht aus dem Bürgermeister und seinen Stellvertretern, die Ratsmitglieder sein müssen, und weiteren Mitgliedern. Die Stadtregierung (Junta de Gobierno) leitet die Stadtverwaltung.
Die Städte der Kanarischen Inseln sind sehr unterschiedlich groß: Von 8,73 km² (Puerto de la Cruz) bis zu 383,52 km² (Pájara) und von 770 Einwohnern (Betancuria) bis zu 381.271 Einwohnern (Las Palmas de Gran Canaria). Daraus ergibt sich eine sehr unterschiedlich Bedeutung der Aktivitäten der Ayuntamientos.

### Außenpolitische Beziehungen
Alle wichtigen Länder der Welt sind mit Konsulaten vertreten, von denen einige darüber hinaus ein Wirtschafts- und Handelsbüro unterhalten.

## Wirtschaft

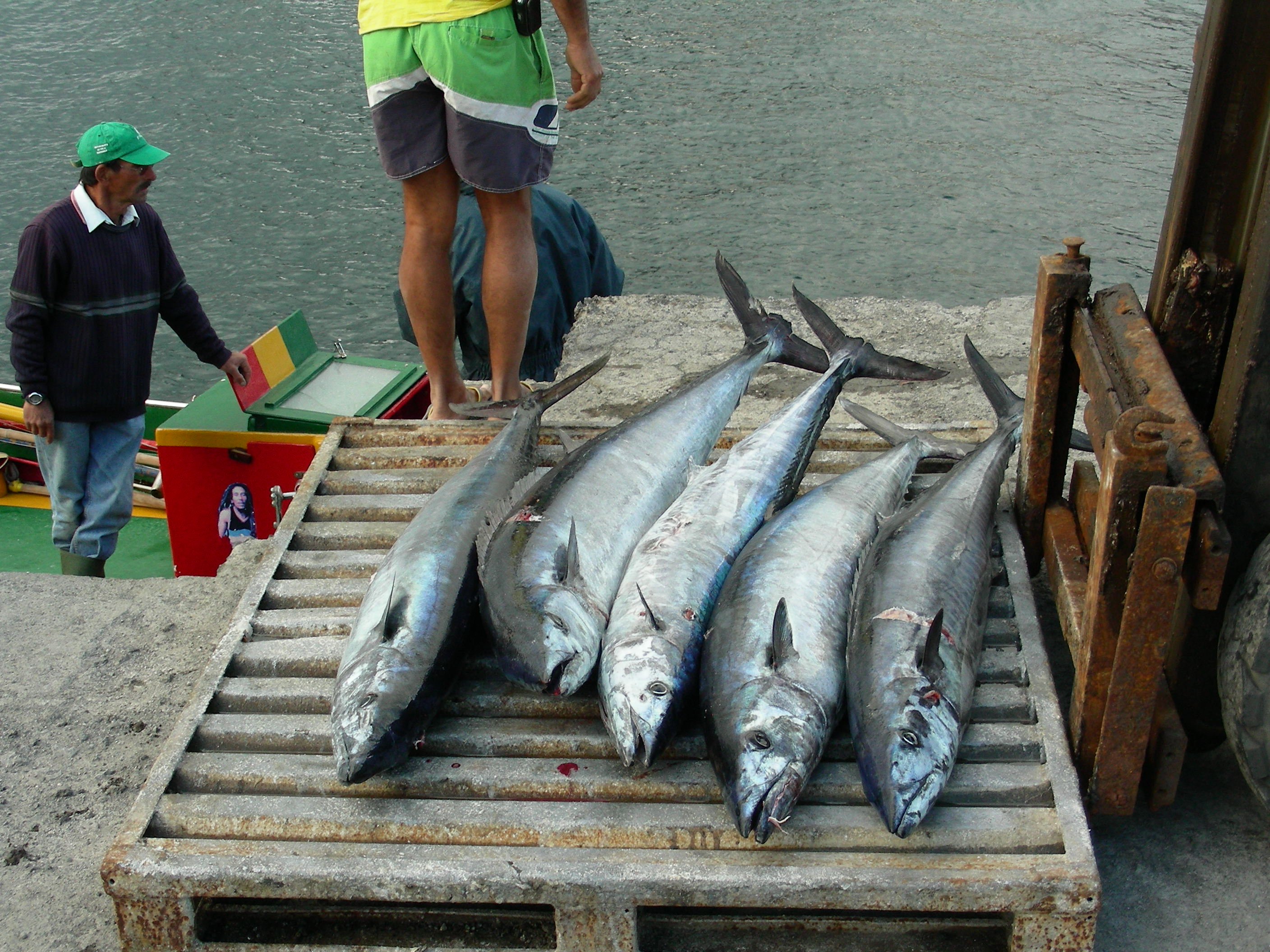
Fischfang (Hochseeangeln) auf El Hierro

Das Bruttoinlandsprodukt (BIP) der kanarischen Wirtschaft betrug im Jahr 2022 rund 48,6 Mrd. Euro, nach 41,4 Mrd. Euro im Jahr 2021.
Gut 81 % davon wurden im Dienstleistungssektor (inklusive Tourismus) erwirtschaftet, gefolgt von Industrie und Handel (3 Mrd.), vom Baugewerbe (2,7 Mrd.), sowie Landwirtschaft, Viehwirtschaft und Fischerei (0,8 Mrd.). Im Vergleich mit dem BIP pro Kopf der EU, ausgedrückt in Kaufkraftstandards, erreichen die Kanarische Inseln einen Index von 68 (EU-27:100, Stand 2022).
Insgesamt wuchs das kanarische BIP von 2021 auf 2022 um 17,3 %.

### Landwirtschaft
Die Landwirtschaft auf den Kanaren wurde durch die Einführung des Kieselmulches nach dem Vulkanausbruch von 1730–1736 auf Lanzarote entscheidend verändert und intensiviert. Vor dem Aufkommen des Massentourismus in den 1960er Jahren lebten die Kanarios vor allem von Landwirtschaft, Viehzucht und Fischerei. Dieser Wirtschaftszweig spielt heute, gemessen am BIP, eine vergleichsweise geringe Rolle.
Der Großteil der landwirtschaftlichen Produktion sind Bananen; weitere nennenswerte Erzeugnisse sind Tomaten, Gurken, Schnittblumen, Kartoffeln und Wein. Es werden auch andere Südfrüchte wie Clementinen, Zitronen, Papaya und Mango angebaut. Die gesamte landwirtschaftliche Nutzfläche im Jahr 2006 belief sich auf 51.867 Hektar.

### Tourismus

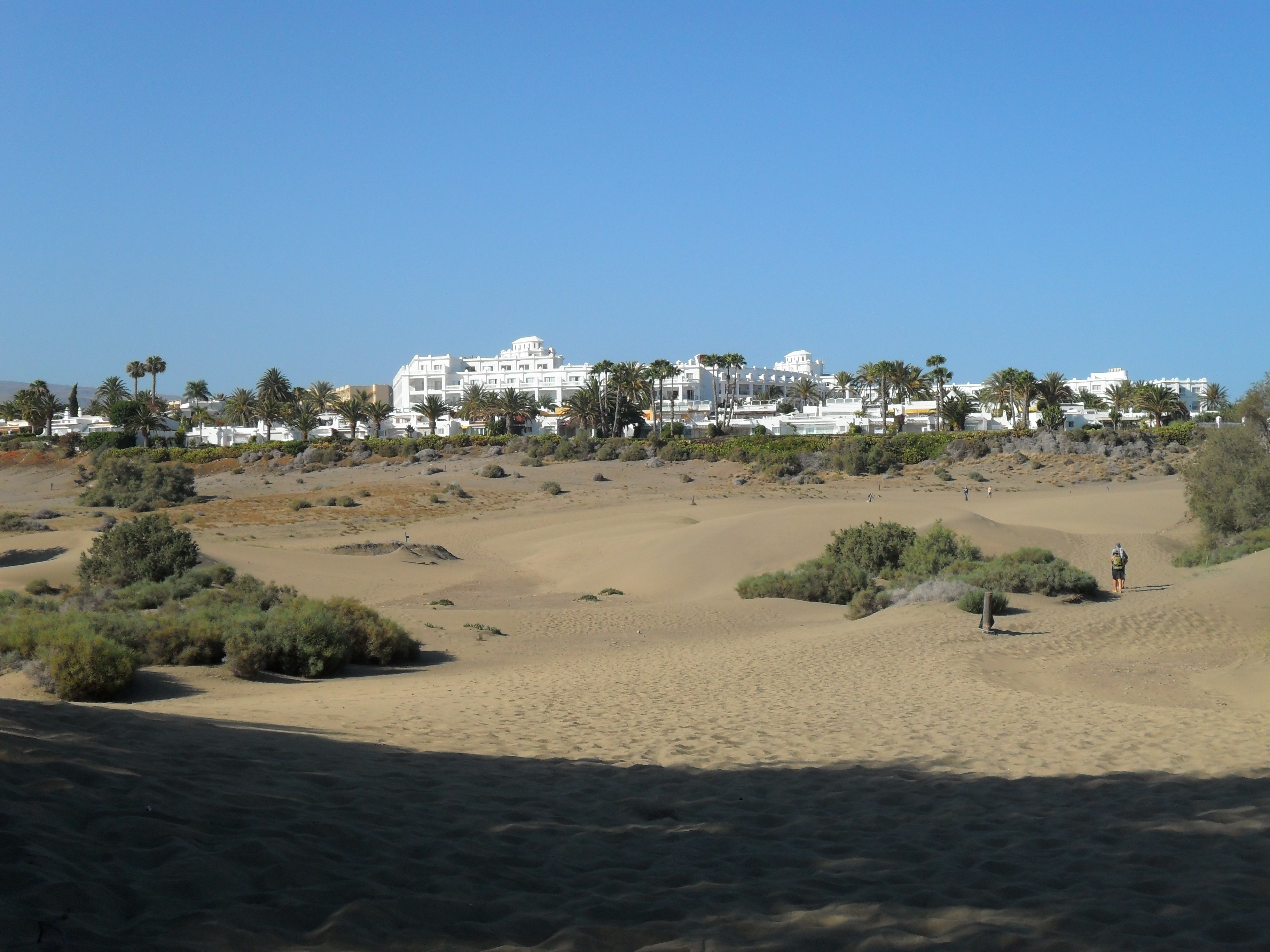
Maspalomas, Gran Canaria

Der mit Abstand wichtigste Wirtschaftszweig ist der Tourismus. Die wichtigsten touristischen Zentren befinden sich auf Teneriffa, Gran Canaria, Fuerteventura und Lanzarote. Im Jahr 2007 wurden rund 14,2 Mrd. Euro, also 31,09 % des BIP in der Tourismusbranche umgesetzt (2006: 13,5 Mrd. €). Die Zahl der Gäste ging von 2006 auf 2007 um 6,6 % auf rund 9,33 Millionen zurück. Die weitaus meisten Touristen kommen aus Großbritannien, gefolgt von Deutschland, den Niederlanden und Irland; davon reisten im Jahr 2007 3.410.165 nach Teneriffa, 2.713.728 nach Gran Canaria, 1.471.979 nach Fuerteventura und 1.618.335 nach Lanzarote.
Im Jahr 2012 sank die Zahl der Besucher vom spanischen Festland aufgrund der Wirtschaftskrise um rund 2,1 %. Insgesamt waren es mit 10.101.493 Touristen jedoch nur 0,4 % weniger Gäste. Im Jahr 2014 entspannte sich diese Lage wieder. Teneriffa verzeichnete mit 301 Kreuzfahrtschiffen und 545.000 Kreuzfahrern im Jahr 2014 einen Rekord. Insgesamt wurden die Kanarischen Inseln im Jahr 2014 von 11,4 Millionen Touristen besucht.
Im Jahr 2022 verzeichneten die Kanarischen Inseln insgesamt 14,62 Millionen Touristen, ein prozentualer Anstieg von 28 Prozent gegenüber 2014, im Jahr 2023 besuchten 16,71 Millionen Touristen die Inseln, ein Anstieg um 14,3 % zum Vorjahr.
Im April 2024 demonstrierten auf den Straßen der großen Städte bis zu 50.000 Menschen gegen den Massentourismus auf den Inseln. Gleichzeitig traten Mitglieder der Organisation Canarias se agota (Die Kanaren haben genug) in einen Hungerstreik, um gegen den Bau von zwei großen Luxussiedlungen im Süden Teneriffas zu protestieren. Die Organisatoren der Proteste beklagten, dass der Tourismus auf den Kanaren inzwischen schädlich für die Inselbewohner sowie für die Umwelt sei. Die Demonstranten forderten, dass die Behörden Vorschriften für die Vermietung von Urlauberunterkünften besser kontrollieren und den Kauf von Immobilien durch Menschen ohne Wohnsitz auf den Inseln reglementieren. Sie verlangten auch eine Umweltsteuer für Touristen.
| Jahr | Anzahl der Touristen (in Mio.) |
| ---- | ------------------------------ |
| 2015 | 13,30                          |
| 2016 | 14,98                          |
| 2017 | 15,98                          |
| 2018 | 15,56                          |
| 2019 | 15,12                          |
| 2020 | 4,64                           |
| 2021 | 6,70                           |
| 2022 | 14,62                          |
| 2023 | 16,71                          |

| Insel                   | Touristen  | Touristen | Touristen | Touristen  | Touristen  |
|                         | 2019       | 2020      | 2021      | 2022       | 2023       |
| ----------------------- | ---------- | --------- | --------- | ---------- | ---------- |
| Teneriffa               | 5.729.900  | 1.931.945 | 2.823.791 | 4.948.491  | 6.572.823  |
| Gran Canaria            | 4.189.000  | 1.331.424 | 1.789.513 | 3.268.835  | 4.340.676  |
| Lanzarote               | 3.065.575  | 795.213   | 1.188.784 | 2.400.393  | 3.179.036  |
| Fuerteventura           | 1.895.000  | 652.705   | 1.059.161 | 1.945.812  | 2.380.581  |
| La Palma                | 258.000    | 123.705   | 161.172   | 75.184     | 233.427    |
| La Gomera und El Hierro |            |           |           |            |            |
| Summe                   | 15.137.475 | 4.834.992 | 7.022.421 | 12.638.715 | 16.706.543 |

| Jahr | Lanzarote | Fuerteventura | Gran Canaria | Tenerife | La Palma |
| ---- | --------- | ------------- | ------------ | -------- | -------- |
| 2023 | 19,7      | 19,8          | 5,1          | 7,0      | 2,8      |
| 2022 | 14,9      | 16,2          | 3,8          | 5,2      | 0,9      |
| 2021 | 7,4       | 8,8           | 2,1          | 3,0      | 1,9      |
| 2020 | 4,9       | 5,4           | 1,6          | 2,0      | 1,5      |
| 2019 | 19,0      | 16,83         | 5,0          | 6,2      | 4,1      |
| 2018 | 19,0      | 18,7          | 5,3          | 6,3      | 4,5      |
| 2017 | 19,5      | 19,9          | 5,4          | 6,5      | 4,9      |
| 2016 | 18,1      | 19,0          | 4,9          | 6,1      | 4,1      |
| 2015 | 16,4      | 17,5          | 4,3          | 5,5      | 4,3      |
| 2014 | 15,7      | 16,4          | 4,2          | 5,5      | 3,9      |

### Industrie, Bauwirtschaft und Energie
Die Industrie konzentriert sich hauptsächlich auf die Energie- und Wasserwirtschaft, aber auch auf Lebensmittel-, Tabak- und andere Leichtindustrien. Insgesamt ging die Industrieproduktion im Jahr 2007 um 0,3 % zurück (2006: −1,48 %). Das Baugewerbe steht mit einem Anteil von 11,2 % am BIP an zweiter Stelle nach dem Dienstleistungssektor. Die Anzahl der Baugenehmigungen ist von 2006 auf 2007 von 5.053 auf 4.012 zurückgegangen.

### Außenhandel
Der wichtigste Handelspartner der Kanaren ist die Europäische Union, und hier besonders Spanien. Das Außenhandelsdefizit der Kanaren betrug im Jahr 2007 rund 14 Mrd. Euro; der größte Teil davon, rund 10 Mrd. €, ist auf Importe aus Spanien zurückzuführen.

### Arbeitsmarkt und Beschäftigung
Die Arbeitslosenquote lag im Oktober 2014 bei 33,36 %, womit sie sich seit 2007 verdreifacht hatte, aber im Vergleich zum Vorjahr um 4 % gefallen war.
Zum Ende des Jahres 2013 stieg die Anzahl der Beschäftigten im Vergleich zum Vorjahr um 3,81 % und 10.862 Personen, was die Arbeitslosenquote erstmals seit 1997 reduzierte. Im Jahr 2017 sank die Arbeitslosenquote auf 23,5 %. In den Jahren 2022 betrug sie 14,6 %, im Jahr 2023 16,2 %.
Die Jugendarbeitslosigkeit ist auf den Kanaren die höchste in Europa. Sie lag 2013 bei den 16- bis 24-Jährigen bei rund 70 %. Dabei ließen sich etwa 44.000 Jugendliche in den Arbeitsämtern der beiden Provinzen aufgrund der Perspektivlosigkeit gar nicht mehr registrieren. Viele versuchen im Ausland, hauptsächlich in Deutschland und Südamerika, Fuß zu fassen. In den Jahren 2022 und 2023 ging die Jugendarbeitslosigkeit auf 35,2 % (2022) respektive 34,5 % (2023) zurück.
Laut Nationalem Statistikamt (INE) betrug das Brutto-Monatsgehalt eines Arbeitnehmers auf den Kanaren im Jahr 2006 durchschnittlich 1300 Euro und ist damit das zweitniedrigste spanienweit. Hinzu kommt, dass ein kanarischer Arbeitnehmer mit durchschnittlich 146,1 Monatsstunden die drittlängste Arbeitszeit des Landes hat. 2005 hatte die autonome Region Kanarische Inseln den zweithöchsten Anstieg der Arbeitslosenquote Spaniens. Im Jahr 2023 betrug das durchschnittliche Brutto-Monatsgehalt 1633 Euro.

### Steuerliche Sonderregelungen
Seit Januar 2000 existiert die Sonderzone ZEC (Zona Especial Canaria), die zunächst bis 31. Dezember 2008 von der Europäischen Union genehmigt war, und im Januar 2007 von der EU bis ins Jahr 2019 verlängert wurde. Diese von der spanischen Zentralregierung und der Regionalregierung gegründete und dem spanischen Wirtschaftsministerium angegliederte Organisation hat zur Aufgabe, die wirtschaftliche und soziale Entwicklung des Archipels zu fördern und zu erweitern, damit sie nicht nur von den vorherrschenden Wirtschaftszweigen Tourismus und Bau abhängt. Deshalb gibt es sogenannte ZEC-Unternehmen, die sich zu bestimmten Investitionen und zur Schaffung von Arbeitsplätzen verpflichten, und somit beispielsweise von einem reduzierten Satz der spanischen Körperschaftsteuer von nur 4 % profitieren können (normal in Spanien 30 %). Auf den Inseln Gran Canaria und Teneriffa ist eine Mindestinvestition von 100.000 Euro und die Schaffung von fünf Arbeitsplätzen Voraussetzung, auf den anderen Inseln mit geringerer Wirtschaft sind es 50.000 Euro und drei Neueinstellungen. Eine Hauptaufgabe der ZEC ist es, ausländisches Kapital auf die Kanaren zu holen. Bereits über 78 % der Investitionen im Niedrigsteuergebiet stammen aus dem Ausland, davon über 13 % aus Deutschland, was damit nach Spanien zum größten Investor unter den zugelassenen ZEC-Unternehmen wurde.
Im Gesetz über die wirtschaftlichen und steuerlichen Regelungen der Kanaren vom 22. Juli 1972 wurde eine vom Festland abweichende Mehrwertsteuer eingeführt. Diese abweichende Steuer wurde auch nach dem Beitritt Spaniens zur EU beibehalten. Nach der Änderung im Jahr 2019 gibt es sieben verschiedene Steuersätze:
- Tipo cero = 0 %: Dieser Satz gilt unter anderem für alle Arten von Brot und nicht verarbeitete Lebensmittel (Obst, Gemüse, Fleisch, Fisch, Milch und Käse, Eier), Speiseöl, Nudeln, elektrische Energie, Wasserversorgung, Medikamente der Humanmedizin, Bücher, Zeitungen, Zeitschriften.
- Tipo de gravamen reducido del 2,75 por ciento = 2,75 %: Dieser Satz galt für die Renovierungsarbeiten an bestimmten Häusern, ist aber nicht mehr gültig.
- Tipo de gravamen reducido del 3 por ciento = 3 %: Dieser Satz gilt unter anderem für die Herstellung, den Transport und die Verteilung von elektrischer Energie und Gas, Textilien und Schuhe, Papier und Papierprodukte, Medikamente der Veterinärmedizin.
- Tipo general del 7 por ciento = 7 %: Dieser Satz gilt für alle Einnahmen, die nicht durch gesonderte Regelungen des Gesetzes erfasst sind. Es ist der Normalsteuersatz.
- Tipo incrementado del 9,5 por ciento = 9,5 %: Dieser Satz gilt unter anderem für Arbeiten bei der Beladung von Schiffen und Flugzeugen.
- Tipo de gravamen incrementado del 15 por ciento = 15 %: Dieser Satz gilt unter anderem für Zigarren, die mehr als 2,50 € das Stück kosten und für verschiedene alkoholhaltige Getränke, Gewehre und Jagdmunition, Perlen und Edelsteine.
- Tipo de gravamen incrementado del 20 por ciento = 20 %: Dieser Satz gilt für Tabakwaren außer Zigarren.[128][129]

Kleinunternehmen mit einem Umsatz unter 30.000 Euro pro Jahr sind von der Steuerpflicht ausgenommen. Darüber hinaus gelten auf den Kanaren andere Steuersätze unter anderem bei der Mineralölsteuer, der Tabaksteuer und der Branntweinsteuer. Die Erbschaftssteuer ist in allen autonomen Gemeinschaften unterschiedlich geregelt.

### Infrastruktur
Der Archipel ist rund zwei Flugstunden von der iberischen Halbinsel und etwa vier Flugstunden von Mitteleuropa entfernt. Es gibt Direktflüge in die wichtigsten Städte Spaniens, Europas und Lateinamerikas. Jede Insel besitzt inzwischen einen eigenen Flughafen:
- Flughafen Teneriffa Nord
- Flughafen Teneriffa Süd
- Flughafen Gran Canaria
- Flughafen La Palma
- Flughafen Lanzarote
- Flughafen El Hierro
- Flughafen La Gomera
- Flughafen Fuerteventura

Während die Flughäfen von La Gomera und El Hierro nur Interinsularflüge abwickeln, verfügen die anderen Inseln über internationale Flughäfen. Dabei zählen die Flughäfen Teneriffa Süd und Gran Canaria zu den verkehrsreichsten Spaniens. Untereinander sind die Inseln durch zahlreiche Fluglinien verbunden. Diese werden hauptsächlich von der in Telde auf Gran Canaria ansässigen kanarischen Fluggesellschaft Binter Canarias übernommen. Eine weitere, im Jahre 2001 gegründete, kanarische Fluggesellschaft war Islas Airways, die ihren Flugbetrieb 2012 eingestellt hat.
Zwischen den Inseln verkehren Fähren, unter anderem der Reedereien Fred. Olsen Express, Compañía Trasmediterránea und Naviera Armas.
Bereits von 1904 bis 1959 fuhr auf Teneriffa eine Straßenbahn. Seit März 2007 fährt als einzig schienengebundenes Verkehrsmittel der Kanaren wieder eine Straßenbahn, die Tranvia Tenerife zwischen der Hauptstadt Santa Cruz und der Universitätsstadt La Laguna. Zudem befindet sich eine Eisenbahnstrecke zwischen Santa Cruz und Adeje in Planung.

### Stromversorgung
Die Stromerzeugung auf den einzelnen Kanarischen Inseln erfolgt jeweils autark. Ein Verbundnetz oder Stromverbindungen zwischen den Inseln gibt es nicht. Zwischen Teneriffa und La Gomera laufen Vorbereitungsarbeiten für die Installation eines Seekabels, um die Effizienz und Zuverlässigkeit der Stromversorgung auf beiden Inseln zu verbessern. Die Wassertiefe des Unterseekabels beträgt an einigen Abschnitten 1200 Meter.
Den größten Anteil an der Stromversorgung auf den Inseln liefern fossile Kraftwerke, die sich jeweils aus einer größeren Anzahl von Dieselgeneratoren, Dampf- und Gasturbinen zusammensetzen. Entsprechend der Zunahme der Bevölkerung und des Tourismus auf den Inseln stieg auch der Strombedarf, der schrittweise durch zusätzliche Stromgeneratoren kompensiert werden musste. Auf Teneriffa befinden sich an zwei Kraftwerksstandorten 23 Stromgeneratoren mit einer installierten Gesamtleistung von 1018 MW. Auf La Palma setzt sich die installierte Kraftwerksleistung aus 11 fossil betriebenen Stromgeneratoren mit insgesamt 105 MW sowie Windkraft- und Photovoltaikanlagen mit 7 MW bzw. 5 MW zusammen. Demgegenüber betrug 2015 der Spitzenverbrauchswert auf La Palma 43,4 MW.
Der Gesamtanteil der erneuerbaren Energieerzeugung aus Wind- und Solaranlagen auf den Kanaren betrug 2016 7,8 %, der in den folgenden drei Jahren mit 280 MW zusätzlich installierter Leistung auf 20 % erhöht wurde.
Der höchste Anteil erneuerbarer Energie an der Stromversorgung wird auf El Hierro erzielt, der im Jahr 2018 mit 25,0 GWh bei 56,7 % lag, gegenüber der fossilen Energie mit 19,2 GWh (43,3 %). Die Energieanteile schwanken je nach Wetterlage stark. Der monatliche Maximalwert erneuerbarer Energie lag im Juli 2018 bei 95,4 % und der Minimalwert lag im Oktober bei 24,7 %.
| Name / Ort                          | Art der Generatoren                  | Installierte Leistung (MW) | Jahres- leistung (GWh) |
| ----------------------------------- | ------------------------------------ | -------------------------- | ---------------------- |
| Teneriffa                           |                                      |                            |                        |
| Central térmica de Granadilla       | 14 Diesel, Dampf- und Gasturbinen    | 797                        | 2811,0 (2015)          |
| Central térmica de Caletillas       | 3 Diesel, 6 Dampf- und 2 Gasturbinen | 431                        |                        |
| Parque Eólico de Arico              | 8 Windturbinen                       | 018,8                      | 0030,7 (2018)          |
| Parque Eólico Punta de Teno         | Windturbinen                         | 001,8                      | 0007,5 (2018)          |
| Parque Eólico P.E Granadilla I      | Windturbinen                         |                            |                        |
| Parque Eólico P.E Granadilla II     | 7 Siemens Windturbinen               | 018,3                      |                        |
| Parque Eólico P.E Granadilla III    | Windturbinen                         |                            | 0009,9 (2018)          |
| Alle Windparks auf Teneriffa        |                                      |                            | 0186,7 (2019)          |
| La Palma                            |                                      |                            |                        |
| Los Guinchos                        | 10 Diesel / 1 Gasturbine             | 108                        |                        |
| Garafía                             | 2 Windturbinen                       | 001,6                      |                        |
| Faro Fuencaliente                   | 3 Windturbinen                       | 002,7                      | 0010,8 (2018)          |
| Manchas Blancas, Mazo               | 3 Windturbinen                       | 001,8                      | 0005,6 (2018)          |
| Aeropuerto La Palma                 | 2 Windturbinen                       | 001,32                     |                        |
|                                     | 4 Photovoltaik-Felder                | 002,8                      |                        |
| El Hierro                           |                                      |                            |                        |
| Central de Llanos Blancos           | 9 Diesel                             | 015                        | 0019,2 (2018)          |
| Gorona del Viento                   | 5 Windturbinen                       | 011,5                      | 0025,0 (2018)          |
| Pumpspeicherkraftwerk               | 4 Wasserturbinen                     | 010                        |                        |
| La Gomera                           |                                      |                            |                        |
| El Palmar, San Sebastián            | 10 Dieselgeneratoren                 | 023                        | 0074,1 (2017)          |
| Vallehermoso                        | Windturbinen                         | 000,4                      |                        |
| Gran Canaria                        |                                      |                            |                        |
| Barranco de Tirajana                | Diesel / 2 Gasturbinen               | 697                        |                        |
| Jinamar, Las Palmas                 | 5 Diesel / 3 Gasturbinen             | 415,6                      |                        |
| Piletas 1, Agüimes                  | Windturbinen                         | 012,8                      |                        |
| Balcón de Balos, Agüimes            | Windturbinen                         | 009,2                      |                        |
| La Vaquería, Agüimes                | Windturbinen                         | 002,35                     |                        |
| Montaña Perros, Agüimes             | Windturbinen                         | 002,3                      |                        |
| Triquivijate, Agüimes, Agüimes      | Windturbinen                         | 004,7                      |                        |
| Vientos del Roque, Agüimes          | Windturbinen                         | 004,7                      |                        |
| Doramas, Agüimes                    | Windturbinen                         | 002,3                      |                        |
| La Sal, Telde                       | Windturbinen                         | 002                        |                        |
| La Sal III, Telde                   | Windturbinen                         | 002                        |                        |
| Haría, Agüimes, Santa Lucía and San | Windturbinen                         | 002,35                     |                        |
| Bartolomé de Tirajana               | Windturbinen                         |                            |                        |
| Alle Windparks auf Gran Canaria     |                                      | 045                        |                        |
| Fuerteventura                       |                                      |                            |                        |
| Las Salinas, Puerto del Rosario     | 9 Diesel / 3 Gasturbinen             | 187                        |                        |
| Renovable II, La Oliva              | 2 Windturbinen                       | 004,7                      | 0014                   |
| Tablada, Tuineje                    | Windturbinen                         | 006,4                      |                        |
| Moralito, Tuineje                   | Windturbinen                         | 009,2                      |                        |
| Alle Windparks auf Fuerteventura    |                                      | 020                        |                        |
| Lanzarote                           |                                      |                            |                        |
| Central térmica de Punta Grande     | 10 Diesel- und Gasturbinen           | 231                        |                        |
| Parque Eólico Teno, Los Valles      | Windturbinen                         | 007,6                      | 0024,5 (2018)          |
| Alle Windparks auf Lanzarote        |                                      | 023,43                     |                        |
| gesamt                              |                                      |                            |                        |
| Alle Windparks auf den Kanaren      |                                      |                            |                        |
| 2007                                |                                      | 059,9                      |                        |
| 2008                                |                                      |                            | 0158,3                 |
| 2016 (7,8 % Wind- und Solaranteil)  |                                      |                            |                        |
| 2019 (20 % Wind- und Solaranteil)   |                                      | 417,6                      |                        |

## Kultur

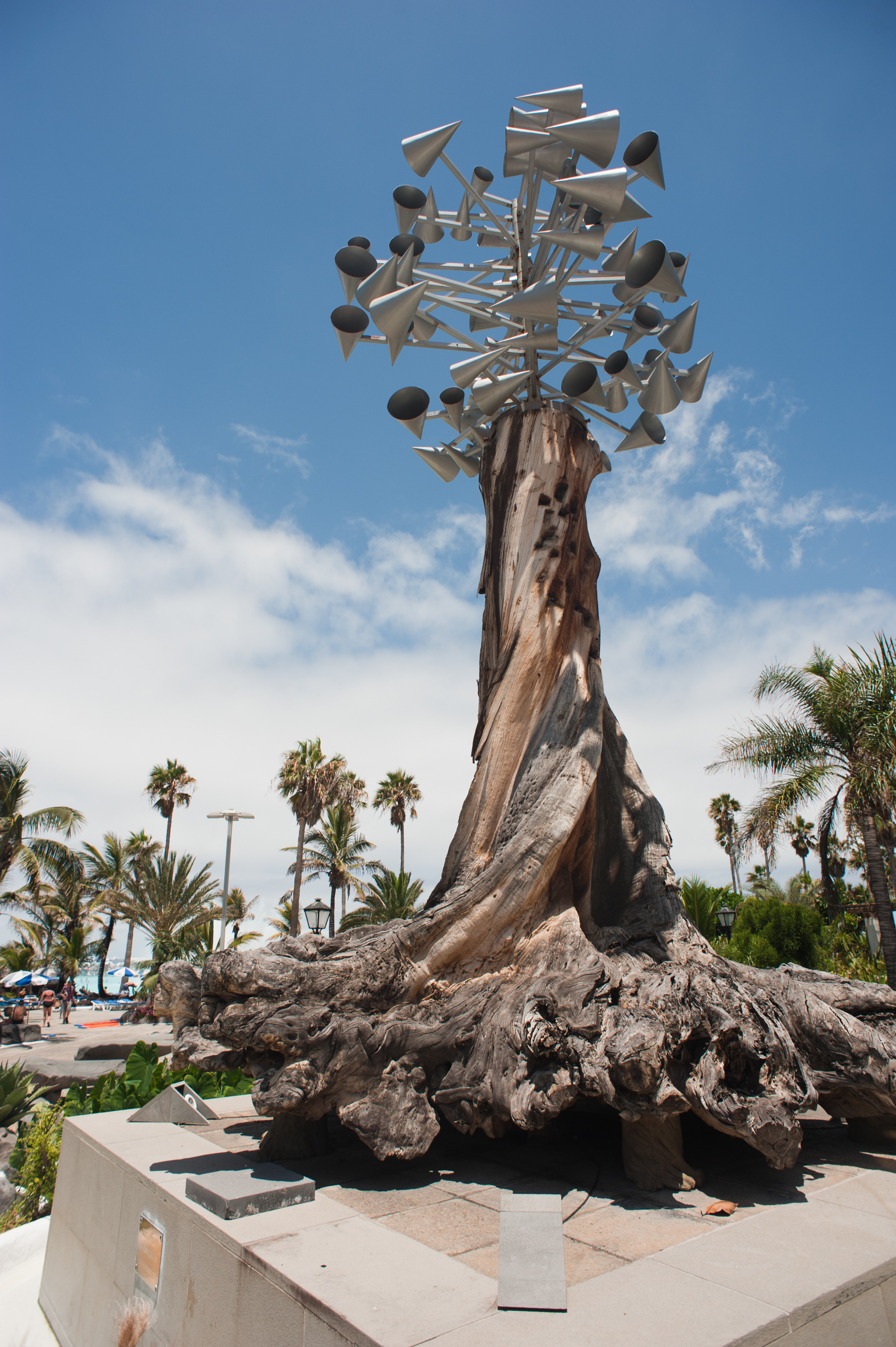
Windspiel des Künstlers César Manrique in Puerto de la Cruz

Durch den jahrhundertelangen Kulturaustausch ist der Archipel geprägt durch eine Vermischung der Kulturen der Guanchen, Berbergruppen, europäischen Kolonialherren und der Gebräuche, die durch Handelsschifffahrt, hauptsächlich vom amerikanischen Kontinent, auf die Inseln gebracht wurden. Es gibt zahlreiche archäologische Fundstätten, deren Funde in ethnographischen und anthropologischen Museen zu sehen sind. Einzigartig ist die Pfeifsprache El Silbo, die die Ureinwohner der Kanaren entwickelten und die heute wieder in Schulen auf La Gomera gelehrt wird.
Historische und künstlerische Monumente bringen durch ihre Architektur, Bildhauerei und Malerei die kanarische Identität zum Ausdruck. Hier sind insbesondere die Werke des Künstlers und Naturschützers César Manrique von der Insel Lanzarote zu erwähnen. Zu den Traditionen gehören Feste mit typischen Trachten und kanarischer Folklore in den einzelnen Dörfern, bei denen das typische Saiteninstrument der Kanaren, die Timple, wichtig ist. Religion und heidnische Riten der Ureinwohner vermischen sich. Dazu gehören der lateinamerikanisch inspirierte Karneval mit Samba-Rhythmen und vielen Farben genauso wie Hahnenkämpfe und der Ringkampf Lucha Canaria.
Küche
Die kanarische Küche ist stark an die spanische angelehnt mit verschiedenen Einflüssen. Als Grundlage der häufig einfachen Gerichte dienen Kartoffeln und Hülsenfrüchte.

## Medien
Es gibt eine eigene öffentlich-rechtliche Radio- und Fernsehanstalt, Televisión Canaria, mit Sitz in Las Palmas de Gran Canaria, außerdem den Radiosender Radio ECCA und die Tageszeitungen Canarias7, Diario de Avisos, El Día, La Opinión de Tenerife und La Provincia.
Die Kanaren sind ein wichtiger Kommunikationsknoten zwischen Europa, Afrika und Amerika – dort findet sich die höchste Dichte an Überseekabeln weltweit.

## Bildung

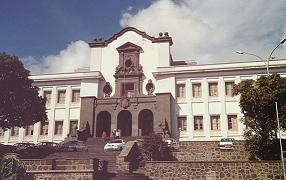
Universität in San Cristóbal de La Laguna auf Teneriffa

Die Kanaren verfügen über zwei staatliche Universitäten, die Universität La Laguna und die Universität Las Palmas de Gran Canaria, denen verschiedene Fernstudienzentren angeschlossen sind. Die Universität Las Palmas de Gran Canaria wurde 1989 aus Teilen der von 1979 bis 1989 existierenden Universidad Politécnica de Canarias und einigen Standorten der Universität La Laguna gebildet. Sie ist überwiegend auf Technik, Wirtschaft und Verwaltung ausgerichtet, während die naturwissenschaftlichen Fächer in La Laguna konzentriert sind.
Es gibt auch zwei private Universitäten: die Universidad Europea de Canarias (UEC) in La Orotava auf Teneriffa ist die älteste Privatuniversität auf dem Archipel. Die Universidad Fernando Pessoa-Canarias auf Gran Canaria bietet in erster Linie Studiengänge für Medien- und Gesundheitsberufe an.

## Umwelt

### Verschmutzung der Küstengewässer durch Fäkalien
Ein bedeutendes Umweltproblem auf den Kanarischen Inseln ist die Verschmutzung der Küstengewässer durch unzureichend geklärte Abwässer. Die Einleitung von fäkalienbelastetem Abwasser ins Meer erhöht die Konzentration gefährlicher Bakterien wie Escherichia coli (E. coli). Dies stellt ein erhebliches Gesundheitsrisiko für Badegäste dar. Die Abwassereinleitungen haben auch negative Folgen für die marine Fauna. Insbesondere Wale und Delfine leiden unter der Wasserverschmutzung. Aufgrund der mangelhaften Abwasserbehandlung mussten die Kanarischen Inseln bereits Strafzahlungen in Millionenhöhe an die Europäische Union leisten. Die Problematik wird durch unzureichende Infrastruktur wie überlastete Kläranlagen und undichte Wasserrohre sowie ein steigender Tourismusdruck verschärft. Trotz des Bewusstseins für diese Probleme wurden bisher keine ausreichenden Maßnahmen ergriffen, um die Situation nachhaltig zu verbessern.

### Plastikmüll an den Stränden
Die Kanarischen Inseln sind aus mehreren Gründen besonders stark von Plastikmüll betroffen. Die geografische Lage der Kanaren liegt genau in den Meeresströmungen, die globale Plastikmassen mit sich führen. Dadurch werden hier vermehrt Mikroplastik und Pellets angespült. Studien haben gezeigt, dass die Küsten der Kanaren, insbesondere Gran Canaria, eine hohe Kontamination mit Plastik aufweisen. Kunststoffgranulate weisen dabei eine höhere Kontamination auf als Plastikfragmente. In auf den Kanaren gesammelten Pellets wurden mehr als 80 Arten von Schadstoffen festgestellt, darunter Pestizide, Flammschutzmittel und UV-Filter.

### Kohlendioxidausstoß
José Antonio Valbuena, Leiter des kanarischen Ressorts für ökologischen Wandel und Bekämpfung des Klimawandels, und Adela Machado, Mitarbeiterin des Ressorts, stellten 2022 die erste CO2-Bilanz der Kanarischen Inseln vor. Demnach sind die Kanarischen Inseln für 10 Mio. Tonnen Kohlendioxidausstoß pro Jahr verantwortlich. Die Untersuchung berücksichtigte dabei noch nicht den Luftverkehrs mit Ziel auf die Kanarischen Inseln. Der Flugverkehr wurde von Universität La Laguna (ULL) mit über 6 Millionen Tonnen CO2 pro Jahr veranschlagt. Die Regierung sieht in der vorgelegten Bilanz ein Instrument zur Messung der Auswirkungen und zur Festlegung von Maßnahmen zur Bekämpfung des Klimawandels. Laut Valbuena ist die CO2-Bilanz eine sinnvollere Maßnahme als die von der Europäischen Union geplanten Ökosteuer. Zusätzliche Abgaben auf internationale Flüge würden sich negativ auf die Tourismusbranche der Inseln auswirken.

### Anstieg Meeresspiegel
Der Klimawandel stellt eine Bedrohung für die Kanarischen Inseln dar, wobei die Auswirkungen auf den verschiedenen Inseln unterschiedlich stark ausfallen werden. Die regionale Regierung untersuchte verschiedene Szenarien, um vorbereitet zu sein. Diese Daten wurden im Rahmen des Projekts „PIMA Adapta Costas de Canarias“ erhoben, das vom Ministerium für den ökologischen Wandel in Auftrag gegeben wurde. Das entstandene Dokument zeigt ein klares Ost-West-Muster. Während die östlichen Inseln mehr Strände und niedrige, sandige Küstenstreifen aufweisen, sind die westlichen Inseln eher durch felsige Küsten und Klippen geprägt. Bei einem gleichmäßigen Anstieg des Meeresspiegels werden Fuerteventura und Lanzarote insgesamt stärker betroffen sein.